# Lockheed F-104

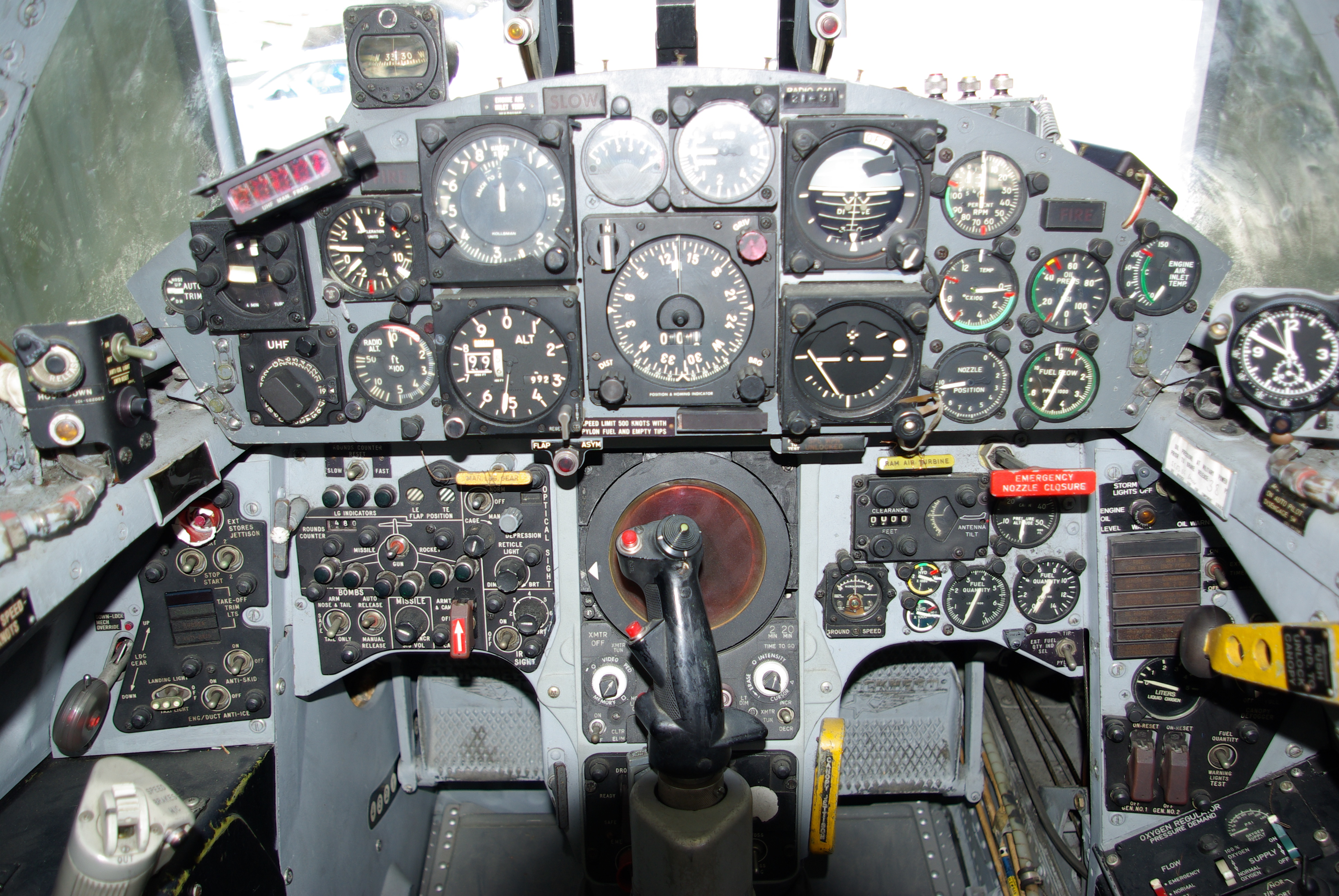
Instrumentenbrett einer F-104

Die Lockheed F-104 „Starfighter“ ist ein einstrahliges Kampfflugzeug der Zeit des Kalten Krieges aus US-amerikanischer Produktion. Hergestellt wurde der „Starfighter“ durch die Lockheed Corporation in Burbank. Ab 1956 bauten Lockheed und später auch kanadische und europäische Lizenznehmer das Modell in großer Stückzahl. Die F-104 gehörte zur sogenannten Century-Reihe (F-100 bis F-110) und war als reiner Tag- und Abfangjäger konzipiert, optimiert für hohe Geschwindigkeiten und Steigleistung. Es hielt als erstes Flugzeug überhaupt die Rekorde für Höchstgeschwindigkeit (Mach 2,2), maximale Flughöhe (31.513 m) und maximale Steigrate (244 m/s) zusammen.
Von der United States Air Force, die den Starfighter ursprünglich in Auftrag gegeben hatte, wurde er nur bis zum Ende der 1960er-Jahre verwendet, während sie später größeren und vielseitigeren Typen den Vorzug gab. Die Luftstreitkräfte mehrerer NATO-Staaten setzten die F-104 dagegen bis in die 1990er-Jahre ein, die italienische Aeronautica Militare sogar bis 2004. Ursprünglich als Abfangjäger konzipiert, wurde der Starfighter in verschiedenen  Einsatzrollen verwendet. Hauptsächlich und zuletzt war er bei der Bundeswehr als Allwetter-Jagdbomber im Einsatz.
Bestechungsvorwürfe bei der Beschaffung führten in der Bundesrepublik Deutschland zum Lockheed-Skandal. Eine Absturzserie von F-104 bei der Bundeswehr in den 1960er-Jahren ist als Starfighter-Affäre bekannt, wobei innerhalb von 18 Monaten 44 Maschinen abstürzten. Von den 916 von der Bundeswehr beschafften F-104 stürzten insgesamt ein Drittel ab, wobei 116 Piloten ums Leben kamen. Dies brachte dem Flugzeugtyp sarkastische Bezeichnungen wie Witwenmacher, Erdnagel, fliegender Sarg oder Sargfighter ein.

## Geschichte

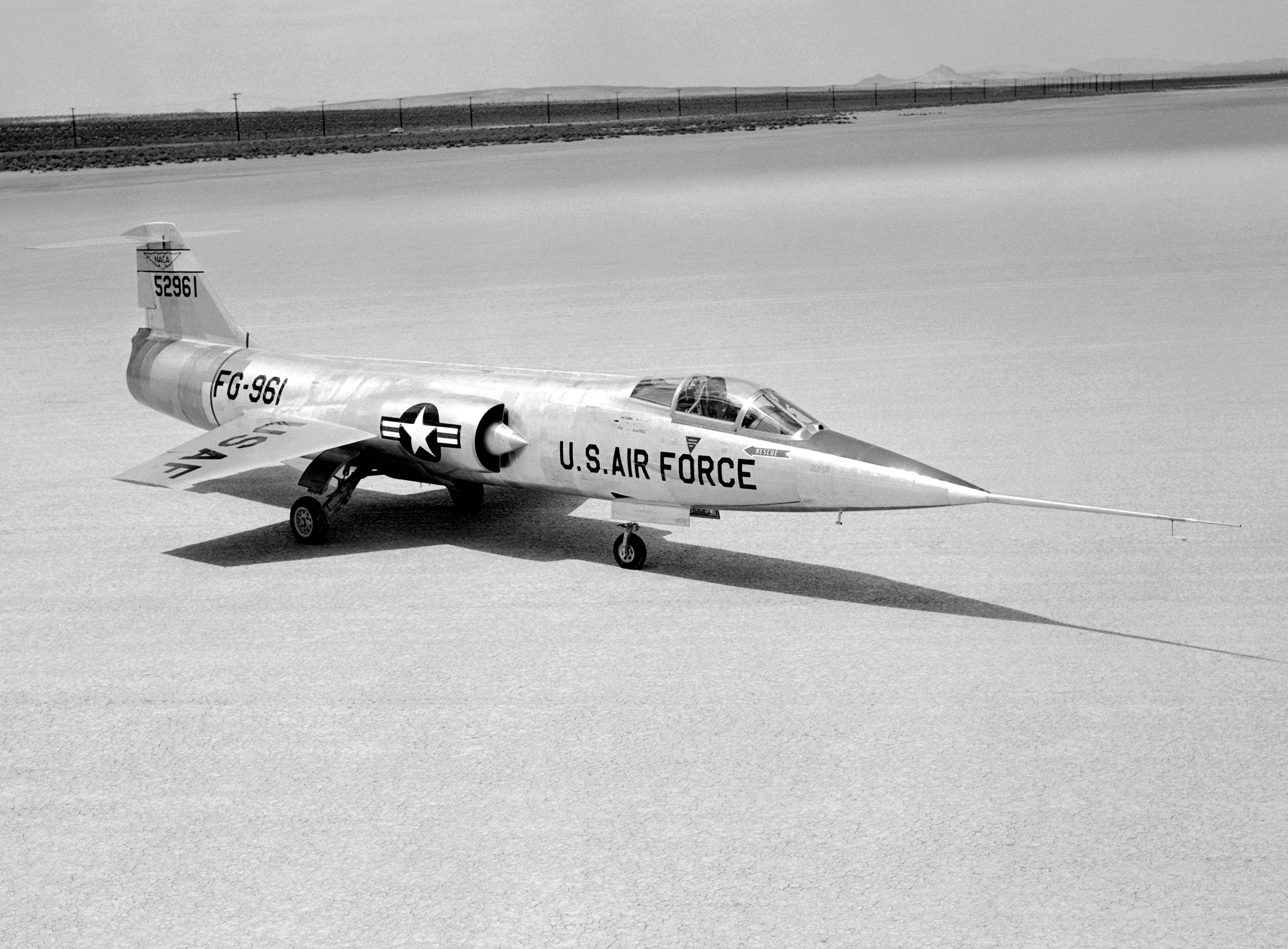
F-104A der USAF im Juli 1957

Im Dezember 1951 reiste Clarence Johnson, Chefingenieur der Lockheed Advanced Development Projects Unit auf den koreanischen Kriegsschauplatz und befragte Jägerpiloten zu ihren Erwartungen an ein neues Jagdflugzeug. Dort trafen die gut ausgebildeten US-Piloten mit ihren North American F-86 auf sowjetische MiG-15. Die MiG-15 war der größeren und schwereren F-86 in der Steigleistung und der Dienstgipfelhöhe überlegen. Deshalb gingen die Wünsche der befragten Piloten in Richtung eines kleinen und einfachen, aber dennoch schubstärkeren Typs.
Zurück in den USA, begann Johnson mit dem Entwurf eines solchen Flugzeugs. Knapp ein Jahr später war der Prototyp Lockheed L-246 startbereit, der dem späteren Starfighter schon sehr ähnlich sah.
Der Entwurf wurde der Air Force im November 1952 präsentiert und weckte das Interesse der Verantwortlichen, so dass eine entsprechende Ausschreibung auch anderen Herstellern zugeleitet wurde. Drei zusätzliche Designs wurden evaluiert – die Republic AP-55, eine verbesserte Version des Prototyps XF-91 Thunderceptor, die North American NA-212, aus der später die YF-107 wurde, und die Northrop N-102 Fang, ein neues Design mit dem General Electric J79-Nachbrennertriebwerk. Lockheed gewann die Ausschreibung und erhielt im März 1953 einen Entwicklungsvertrag. Bereits Ende Mai konnte mit dem Bau von zwei neuen Prototypen begonnen werden. Da das J79-Triebwerk noch nicht fertig war, benutzten beide Prototypen stattdessen das Wright J65. Der Erstflug eines Starfighters fand am 4. März 1954 statt. Die Gesamtzeit zwischen Auftragserteilung und Erstflug betrug nur etwa zwei Jahre. Eine kürzere Entwicklungszeit gab es nur bei der He 162, bei der der Zeitraum zwischen Auftragserteilung und Erstflug nur 69 Tage betrug. Heute ist bei neuen Jets eine Entwicklungszeit von etwa 10 bis 15 Jahren üblich.
Am 16. Mai 1958 stellte eine F-104A mit 2259,538 km/h einen Geschwindigkeits-Weltrekord auf. Am 14. Dezember 1959 erreichte eine F-104C die Weltrekordhöhe von 31.513 m (=103.389 Fuß). Der Starfighter war das erste Flugzeug, das gleichzeitig die Rekorde für Geschwindigkeit, Höhe und Steigrate hielt.

## Konstruktion

### Allgemeines

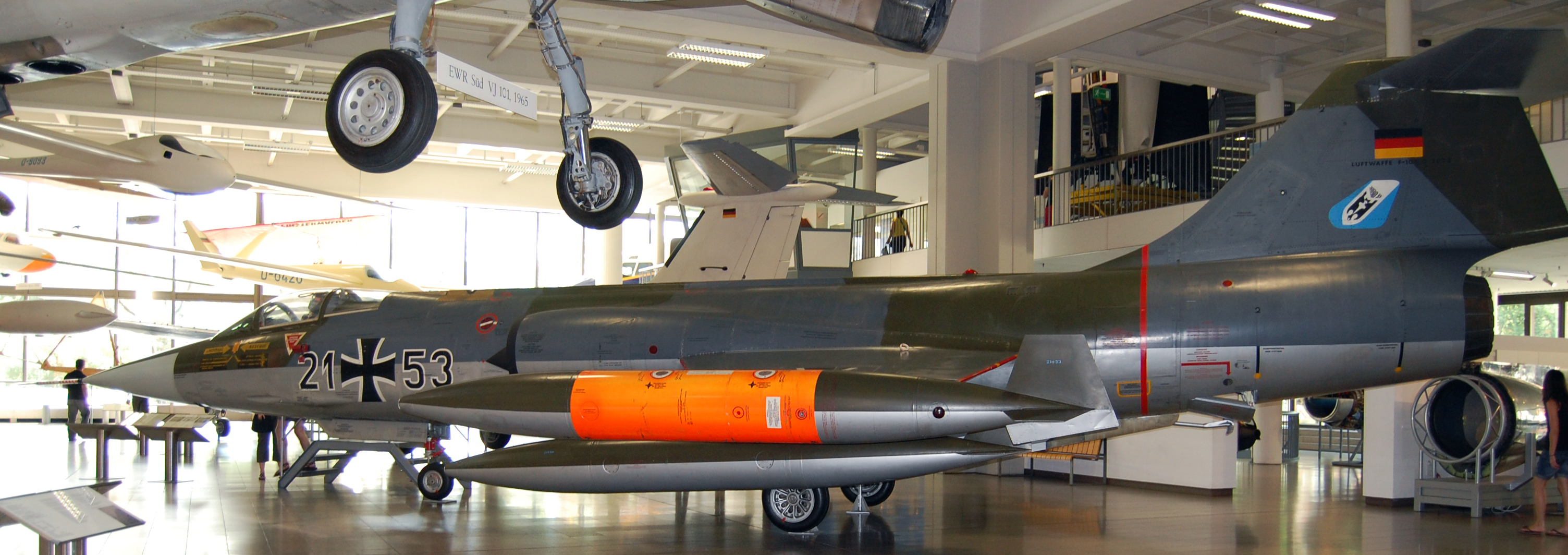
Starfighter im Deutschen Museum

Um die geplante Flugleistung zu erreichen, entwickelten die Lockheed-Ingenieure für die Tragflächen des Starfighter ein radikal neues Konzept: Sie waren so dünn wie möglich ausgelegt und relativ kurz, um den Luftwiderstand im Überschallbereich zu vermindern. Eine solche Auslegung reduziert die Änderungsrate der Luftströmung über die Tragfläche und vermindert den Wellenwiderstand, den die Schallmauer verursacht.
Die meisten anderen schnellen Düsenflugzeuge jener Zeit hatten nach hinten gepfeilte Tragflächen, die selbst bei geringer Spannweite eine lange Profilsehne ermöglichten und Platz für die Steuerelemente, das Fahrwerk und interne Tanks boten. Die Tragflächen des Starfighter waren dagegen trapezförmig und so dünn, dass in ihnen kein Platz für Fahrwerk und Tanks blieb. Diese Komponenten wurden stattdessen im hinteren Teil des Rumpfes untergebracht.
Die Kanten der Tragflächen waren so scharf, dass das Bodenpersonal nach der Landung sofort Gummileisten an ihnen anbringen musste, damit sich niemand verletzte. Der Vorteil dieser Konstruktion war ein exzellentes Verhältnis von Steigrate zu Luftwiderstand unter den meisten Bedingungen. Allerdings konnten im Luftkampf auf kurze Distanz auf Grund der hohen Flächenbelastung keine engen Kurven geflogen werden. Für den geplanten Einsatz als Abfangjäger zum Einsatz gegen in großer Höhe einfliegende sowjetische Bomber war dies jedoch unerheblich.
Ein weiterer Nebeneffekt eines kleinen Flügels ist eine hohe Landegeschwindigkeit. Zu deren Verringerung bekam der Flügel zwei sehr große, einteilige Landeklappen. Diese wurden durch einen über die gesamte Flügellänge gehenden nach unten abklappenden Vorflügel (System Bölkow) massiv im Wirkungsgrad erhöht. Die ursprüngliche Forderung nach einer Unterstützung der Landeklappen durch das ebenfalls um 10–15° nach unten schwenkende Querruder wurde zugunsten einer Beeinflussung der Grenzschichtströmung („boundary layer“) verworfen. Um einen Strömungsabriss an der Oberseite der Landeklappen an den bis zu 45,3° ausgelenkten Klappen zu verhindern, erhielt der Flügel eine relativ aufwendige Grenzschichteinblasung („boundary layer control“, BLC). Dabei wird dem Triebwerk beidseitig am Ende des Niederdruckverdichters Zapfluft entnommen und über eine Ventilklappe, ein Rohrsystem und ein der Länge nach geschlitztes Auslassrohr im voll ausgefahrenen Zustand vor den Landeklappenanlenkungen ausgeblasen. Es war aerodynamisch überzeugend, setzte aber voraus, dass das Triebwerk beim Landeanflug lief. Vorflügel- und Landeklappen wurden elektrisch gefahren und verriegelt. Die Landeklappen waren bei der späteren F-104G und -S mechanisch synchronisiert, bei den Vorflügelklappen war es nicht zwingend notwendig. Die US-Marine griff viele Jahre später die Idee, die Landegeschwindigkeit durch Unterstützung der Landeklappen über zusätzliche gemeinsame Querruderausschläge nach unten wirksam zu verringern, bei ihrem Trägerflugzeug F/A-18 wieder auf. Das BLC-System wurde in späteren Kampfflugzeugen wegen des hohen Aufwands nicht mehr verwendet; zweiteilige Landeklappen waren im Bedarfsfall weniger aufwendig.
Zur zusätzlichen Schubregulierung waren bewegliche Lamellen an der Nachbrennerdüse (nozzle) angebracht, über die der Austrittsquerschnitt verändert werden konnte. Die Hydraulikbetätigung dieser „nozzle control“ der anfangs verwendeten J-79-Triebwerke der „A“-Reihe erforderte wie die BLC-Anlage einen erheblichen Wartungsaufwand und waren oft ein Teil der Absturzursache. Beim späteren von MTU in München modifizierten J79-J1K-Triebwerk wurden die Nozzle-Probleme gelöst und der Wartungsaufwand dadurch erheblich reduziert.
Der lange, schlanke Rumpf des Starfighter trug zu seiner hohen Leistung im Überschallbereich bei. Aufgrund der geringen internen Treibstoffkapazität hatte das Flugzeug ohne Außentanks jedoch nur eine beschränkte Reichweite. Mit Zusatztanks dagegen wurden die ohnehin bescheidenen Möglichkeiten zum Tragen von Waffen und Ausrüstung weiter eingeschränkt. Das wurde bei der Beschaffung der „G“ durch die Bundesluftwaffe angesprochen. Lockheed schlug zwei weitere Unterflügelstationen als Lösung vor. Dazu hätte aber die Flügelstruktur erheblich überarbeitet werden müssen. So wurde die Idee bei der Beschaffung der „G“ wieder verworfen. Die italienische Luftwaffe nahm sie bei der Konzeption der „S“-Version wieder auf und bestellte ihre Maschinen mit zwei zusätzlichen Unterflügelstationen. Durch die zusätzliche Waffenlast relativ weit außen am Flügel veränderte sich jedoch die Längsstabilität, weshalb dann die italienische „S“ am Heck zwei zusätzliche Flossen rechts und links neben der zentralen Finne zur Stabilisierung erhielt.
Im Luftkampf erwies sich die F-104 im horizontalen Kurvenkampf als unterdurchschnittlich: Ihre hohe Tragflächenbelastung erzeugte einen zu hohen Geschwindigkeitsverlust in engen Kurven und schränkte die Manövrierbarkeit ein. Aus diesem Grund wurden die Piloten in der Ausbildung der NATO-Luftwaffen dazu angehalten, möglichst vertikale Kurvenkämpfe zu suchen, da hier die enorme Steigfähigkeit der 104 ausgenutzt werden konnte. Außerdem zeigten sich Probleme bei schlechtem Wetter. Das wurde vor allem während der diversen indisch-pakistanischen Konflikte deutlich, als pakistanische Starfighter auf indische MiG-21 trafen. In Luftgefechten auf kurze Distanz in niedriger Höhe, für die das Flugzeug konstruktiv nicht ausgelegt war, war es anderen Maschinen unterlegen. Starfighterpiloten versuchten daher immer, den Gegner in die Höhe zu zwingen, während MiG-21-Piloten genau das Gegenteil versuchten.

### Radar
Die Maschine verfügte über das damals hochmoderne Radargerät NASARR F-15-A (North American Search and Ranging Radar) der US-Firma Autonetics. Erst in den 2000er-Jahren wurde bekannt, dass Wartungstechniker durch von diesem Gerät ausgehende Röntgenstrahlung teils gravierende Gesundheitsschäden erlitten. Ein Infrarot-Zielgerät mit Schussbereichsrechner ist ebenfalls vor der Cockpitfrontverglasung bündig eingesetzt. Weiter ist ein IFF (Freund-Feind-Erkennung)-Empfänger, TACAN und ein UHF-Funkgerät eingebaut.

### Versionen

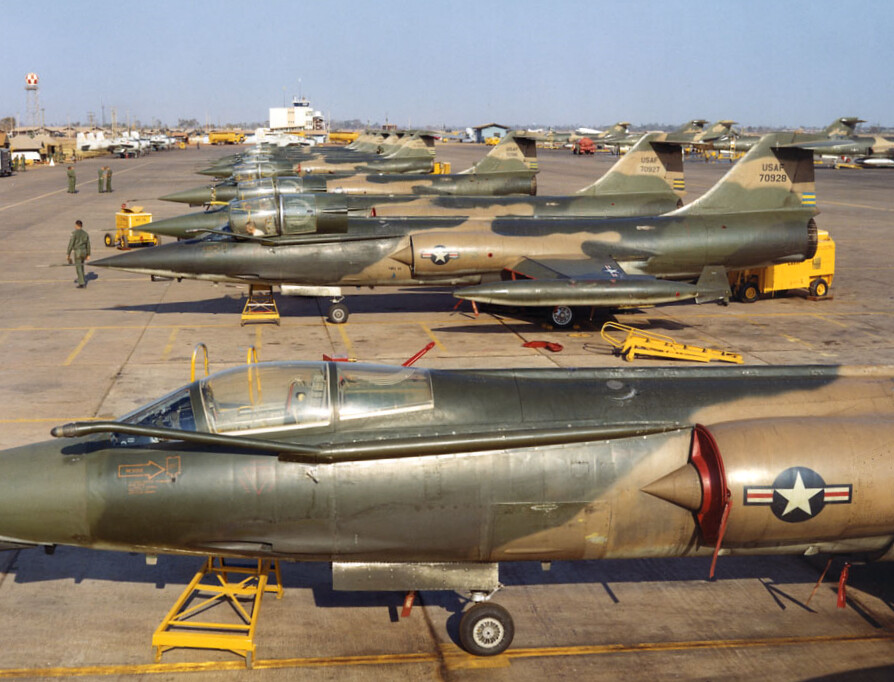
F-104C der USAF 1965 in Vietnam

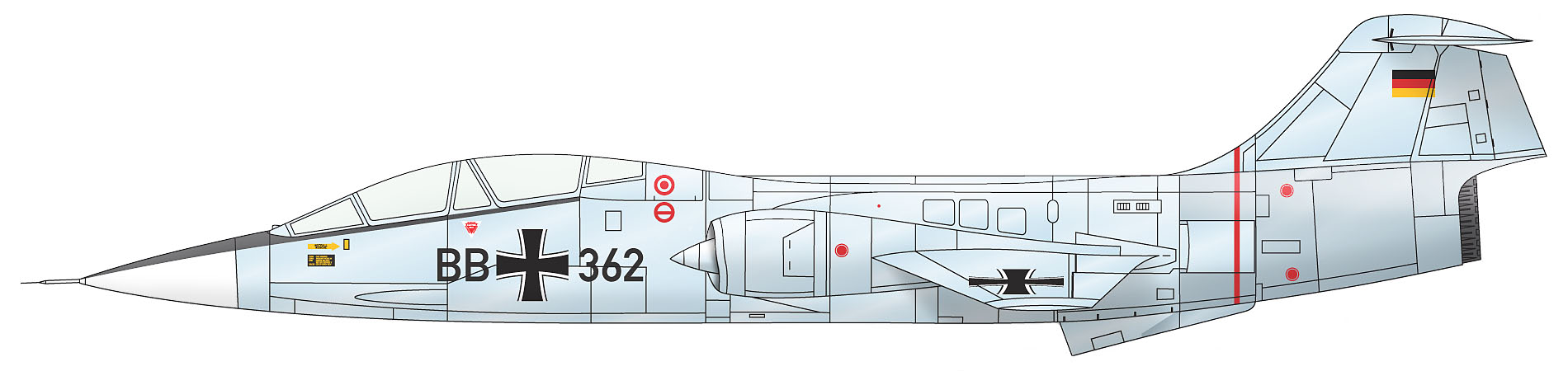
F-104F der Bundesluftwaffe

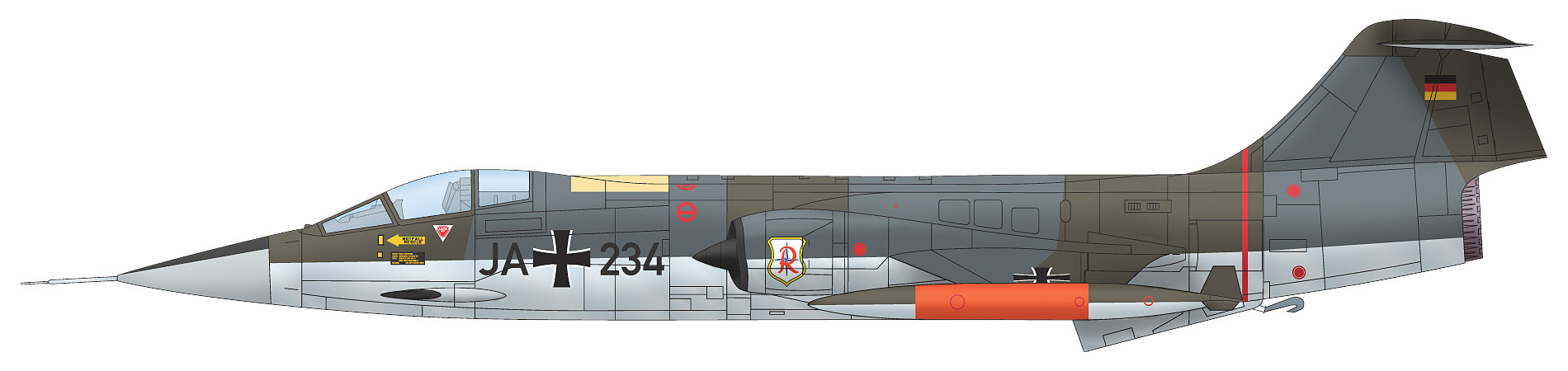
F-104G des JG 71

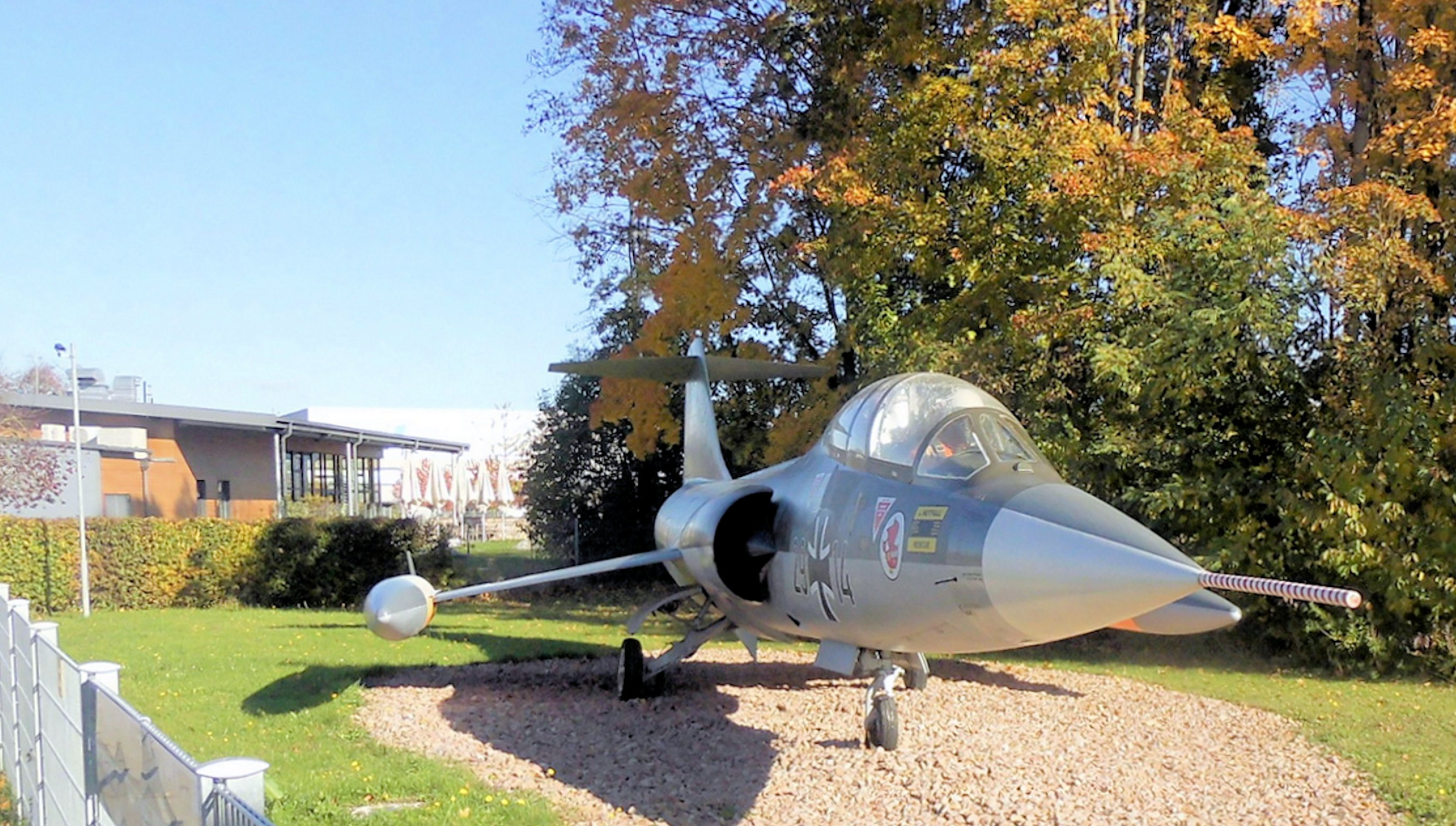
F-104F am Immelmann-Museum in Eschbach

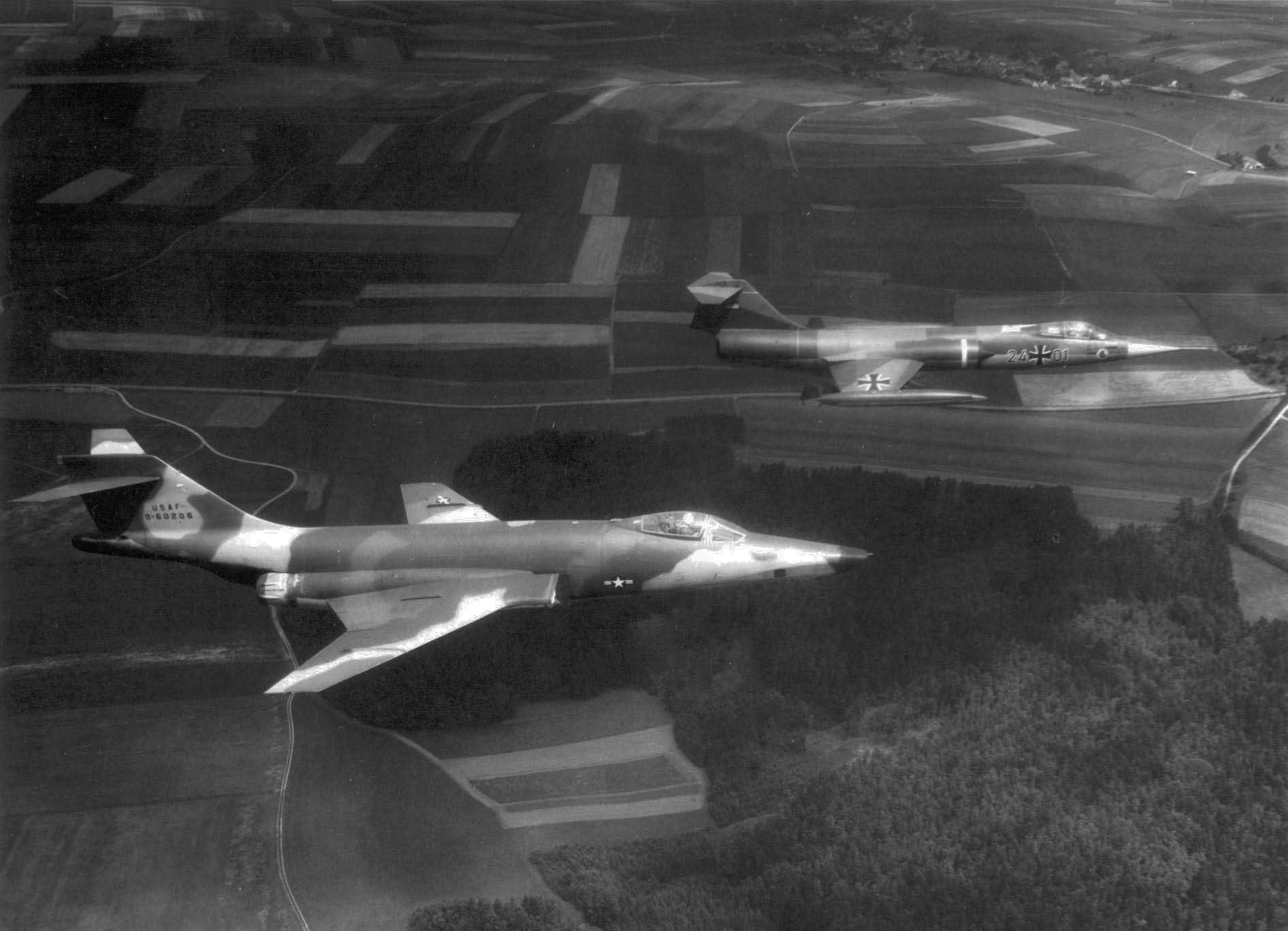
Eine RF-104G des AG 51 mit einer RF-101C der USAF

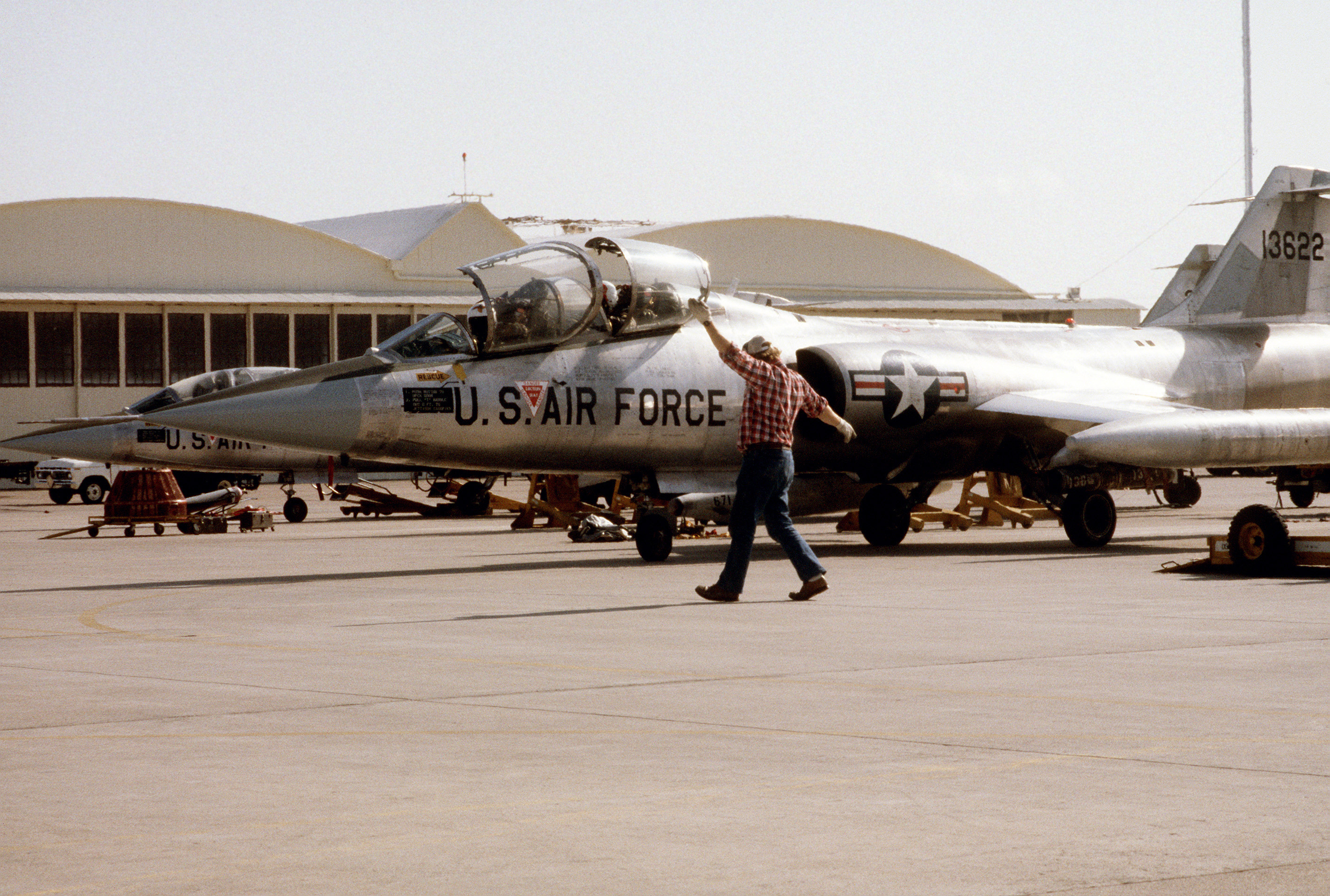
TF-104G der Luftwaffe 1982 auf der Luke Air Force Base

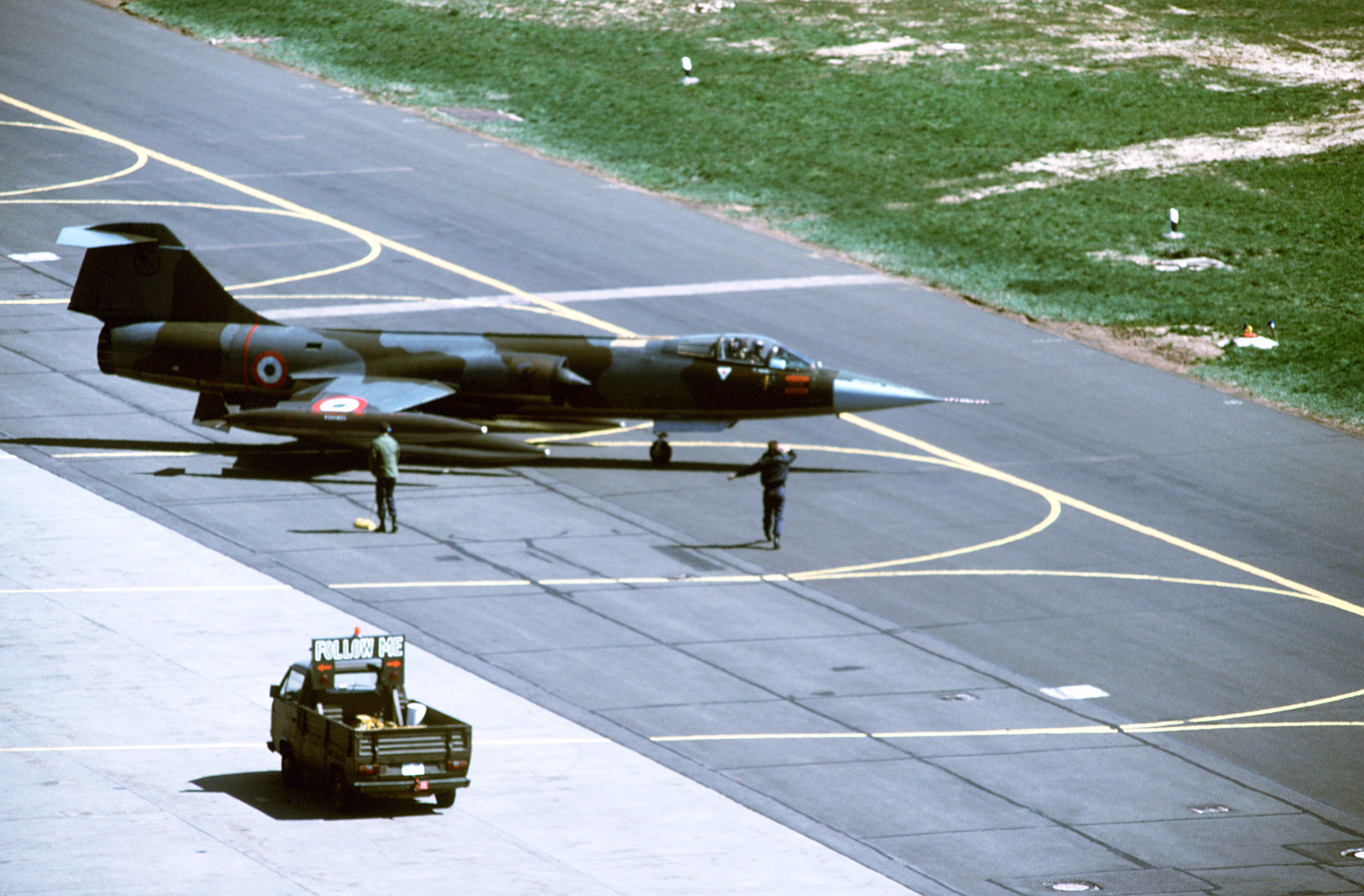
Italienische F-104S auf der Bitburg Air Base (1988)

XF-104Prototypen mit Wright-J65-Triebwerk, zwei gebaut
YF-104AVorserienflugzeuge mit General-Electric-J79-Triebwerk, 17 gebaut
F-104ASerienversion als Abfangjäger, 153 gebaut
NF-104AZivile Version mit zusätzlichem 27-kN-Raketenmotor Rocketdyne LR121/AR-2-NA-1 für das Astronauten-Training in Höhen über 36.830 m (120.800 ft), drei gebaut
QF-104AUmbau von 24 F-104A zu ferngesteuerten Zieldarstellungsflugzeugen
F-104BZweisitzige Trainerversion der F-104A, 26 gebaut
F-104CJagdbomber mit AN/ASG-14T-2-Radar und Luftbetankungseinrichtung, vier Unterflügelstationen und einer Unterrumpfstation, an der auch eine Mk‑28 oder Mk‑43‑Nuklearwaffe mitgeführt werden konnte, 77 gebaut
F-104DZweisitzige Trainerversion der F-104C, 21 gebaut
F-104DJZweisitzige Trainerversion der F-104J, 20 gebaut (wurden bei Mitsubishi montiert)
F-104FZweisitzige Trainerversion ähnlich der F-104D für die Bundesluftwaffe, mit stärkerem Triebwerk, jedoch ohne Radar und Bewaffnung, 32 gebaut
F-104GJagdbomber mit verstärkter Zelle und Flügeln, größerem Treibstoffvorrat, stärkerem Fahrgestell mit größeren Rädern und veränderten Klappen zur besseren Manövrierfähigkeit. Ausrüstung mit Autonetics-NASARR-F15A-41B-Radar, Litton-LN-3-Navigationssystem und Infrarot-Suchgerät. Insgesamt wurden 1122 Stück von Lockheed, Canadair, Messerschmitt-Bölkow-Blohm, Fiat Aviazione, Fokker und SABCA gebaut.
RF-104GAufklärungsversion der F-104G mit drei KS-67A-Kameras anstelle der Bordkanone, 189 gebaut
TF-104GZweisitzige Trainerversion der F-104G mit weniger Treibstoffvorrat und ohne Unterrumpfstation, 220 gebaut
TF-104G-M15 von Aeritalia modifizierte TF-104G
F-104G CCV Die F-104G CCV war ein Experimentalflugzeug zur Erprobung eines Control Configured Vehicle genannten Flugkontrollsystems. Zum Test wurde die Stabilität künstlich reduziert. Äußerliche Merkmale waren Ballasttanks und Canard-Flügel auf dem Rumpfrücken. Das Programm brachte Erkenntnisse für spätere Generationen von Kampfflugzeugen.
F-104HProjekt einer vereinfachten F-104G, nicht gebaut
F-104JAbfangjäger für Japan ähnlich der F-104A, 210 gebaut (drei von Lockheed, 29 wurden bei Mitsubishi montiert, 177 von Mitsubishi selbst gebaut).
F-104NNASA-Version der F-104G/TF-104G, drei gebaut
NF-104ANASA-Version, drei gebaut für die Aerospace Research Pilot School zur Ausbildung von Astronauten; ausgerüstet mit einem Raketentriebwerk über dem Strahltriebwerk sowie einem Reaction Control System in der Nase und in den verlängerten Flügeln für die Flughöhen über 80.000 Fuß, die im Parabelflug erreicht wurden.
F-104SItalienische Version, verbesserte F-104G mit NASARR-R-21G/H-Radar, vier zusätzlichen Waffenstationen und einem stärkeren J79-GE-19-Triebwerk. Die F-104S konnte mit Sparrow-Luft-Luft-Flugkörpern bewaffnet werden, hatte aber keine Bordkanone. 246 wurden von Fiat Aviazione gebaut.
F-104S-ASA147 modifizierte F-104S (Aggiornamento Sistemi d’Arma – „verbesserte Waffensysteme“) mit Fiat-R21G/M1-Radar und verbesserter Avionik zur Verwendung von Sidewinder-AIM-9L- und Aspide-Flugkörpern
F-104S-ASA/M49 modifizierte F-104S (Aggiornamento Sistemi d’Arma/Modificato – „verbesserte Waffensysteme/modifiziert“), Ausrüstung als reine Abfangjäger mit verbesserter Avionik. Die letzten F-104-ASA/M wurden im Dezember 2004 außer Dienst gestellt.
CF-104Kanadische Version der F-104G mit NASARR-R-24A-Radar zum Einsatz von Nuklearwaffen und ohne Bordkanone (1972 nachgerüstet), kanadisches J79‑OEL‑7‑Triebwerk (44/70 kN), 200 von Canadair gebaut
CF-104DZweisitzige Trainerversion der CF-104, 38 von Lockheed gebaut

### Technische Daten der F-104G

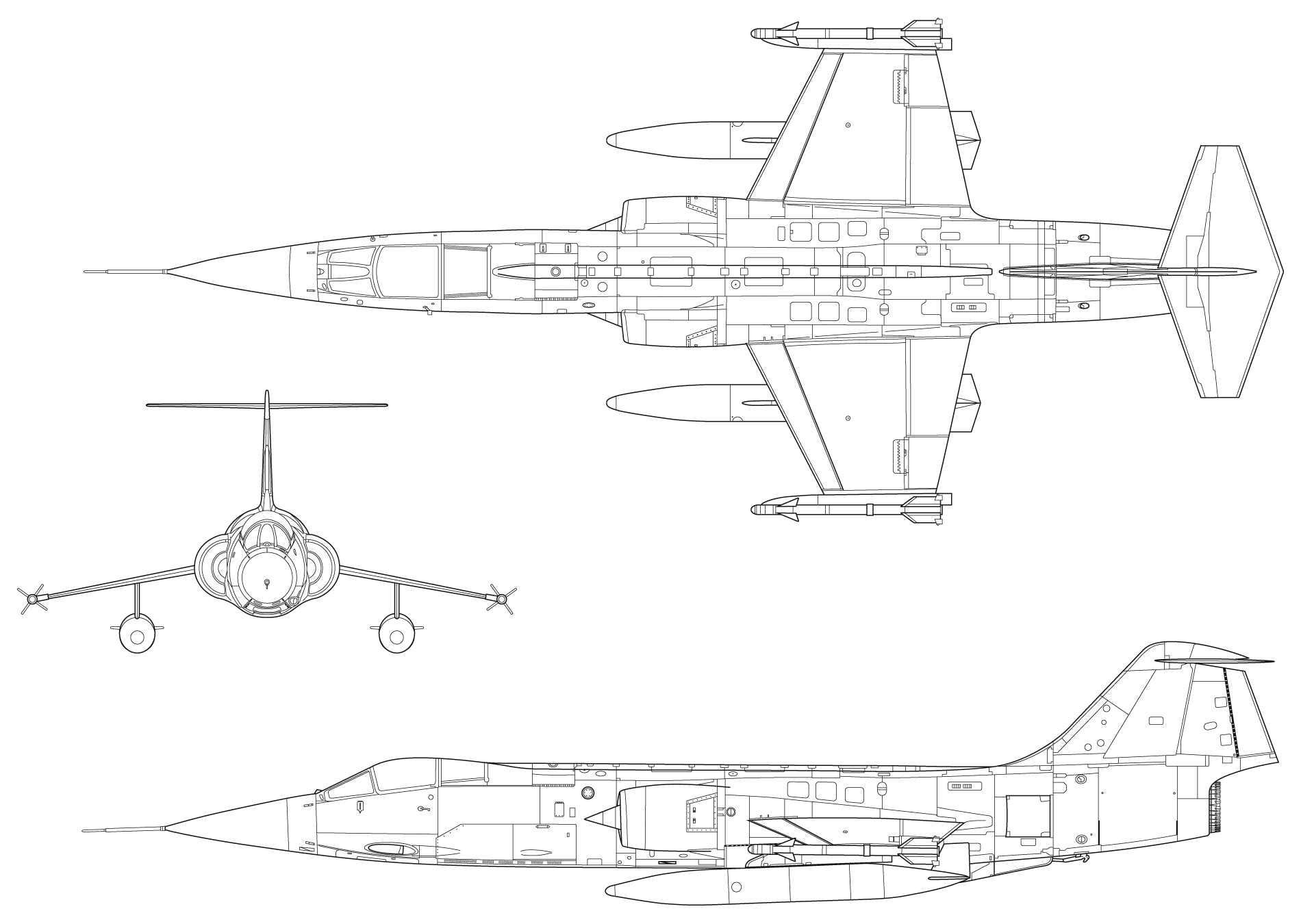
Dreiseitenriss einer F-104G

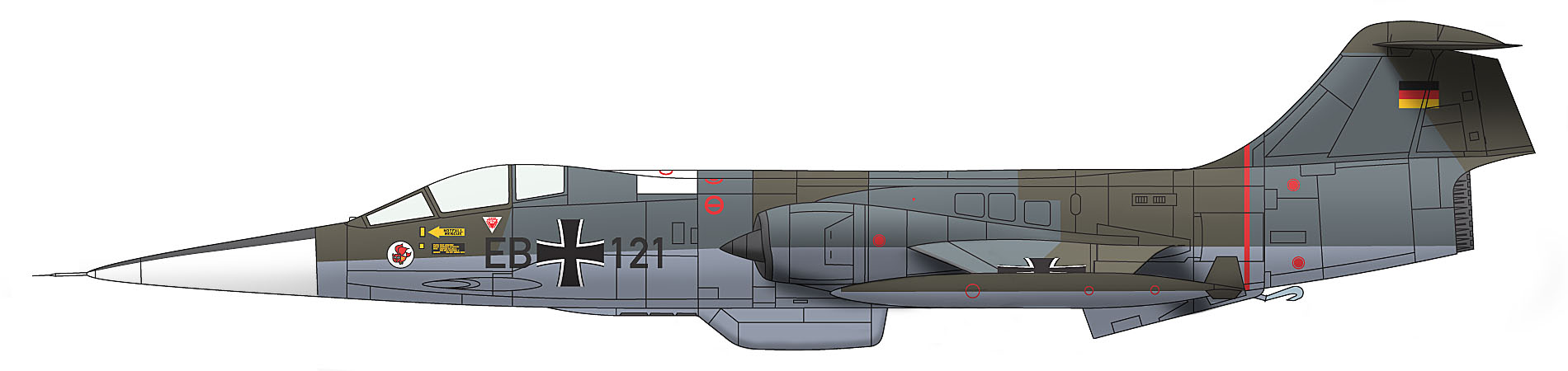
Geplante Weiterentwicklung der RF-104G der Bundesluftwaffe mit Kamerabehälter unter dem Rumpf und verlängerter Nase für größeres Radar

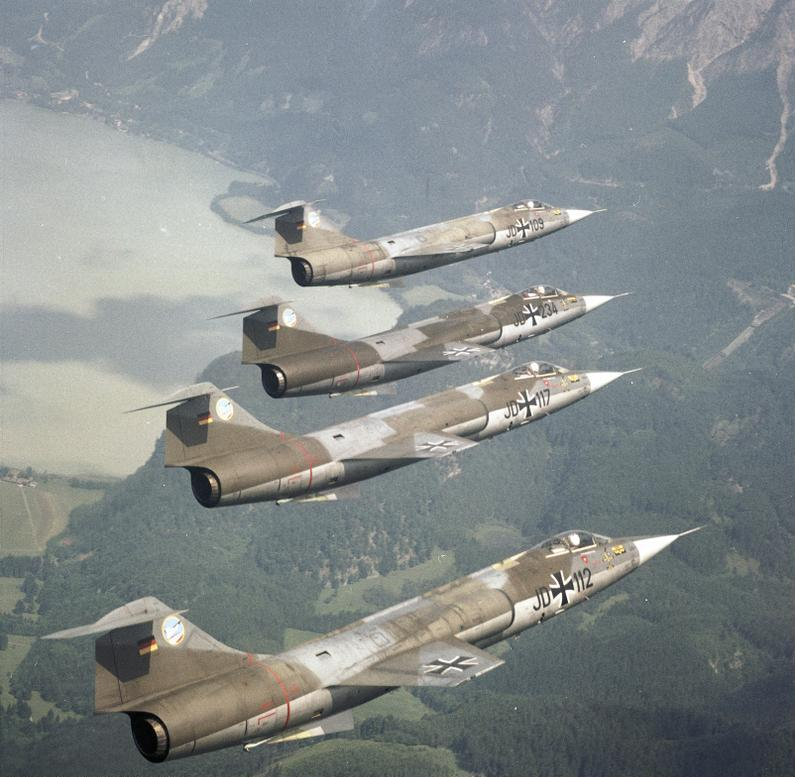
Deutsche F-104G des JG 74 im Juni 1965

| Kenngröße                     | Daten |
| ----------------------------- | --- |
| Typ                           | Jagdbomber |
| Besatzung                     | 1 |
| Länge                         | 16,66 m |
| Spannweite                    | 06,68 m |
| Flügelfläche                  | 18,22 m² |
| Flügelstreckung               | 02,22 |
| Tragflächenbelastung 1        | 349 kg/m² minimal (Leermasse) 514 kg/m² nominal (normale Startmasse) 723 kg/m² maximal (maximale Startmasse)                           |
| Höhe 2                        | ca. 4,09 m |
| Leermasse                     | 06.350 kg (je nach Rüststand) |
| normale Startmasse            | 09.365 kg |
| max. Startmasse               | 13.170 kg |
| Höchstgeschwindigkeit         | Mach 2,0 bzw. ca. 2.200 km/h (in 36.000 ft)                                                                                            |
| Marschgeschwindigkeit         | ca. 810 km/h in Bodennähe Mach 0,92 in großer Höhe                                                                                     |
| Anfangs- Steiggeschwindigkeit | 244 m/s |
| Dienstgipfelhöhe              | 15.240 m |
| Einsatzradius 3               | 0.670 km ohne Zusatztanks 1.740 km mit Zusatztanks                                                                                     |
| Überführungsreichweite        | 2.623 km |
| Triebwerk                     | bis 1970: 1 × Strahltriebwerk General Electric J79-GE-11A ab 1970: 1 × Strahltriebwerk GE-MTU J79-J1K (verbesserter Lizenzbau von MTU) |
| Schubkraft J79-GE-11A         | 44,50 kN ohne Nachbrenner 69,42 kN mit Nachbrenner                                                                                     |
| Schubkraft J79-J1K            | 46,48 kN ohne Nachbrenner 70,95 kN mit Nachbrenner                                                                                     |
| Schub-Gewicht- Verhältnis     | 1,11 maximal (Leermasse) 0,76 nominal (normale Startmasse) 0,54 minimal (maximale Startmasse)                                          |
| Stückpreis                    | 1,42 Millionen US-Dollar (1961: 6 Millionen DM 4)                                                                                      |

## Bewaffnung
Festinstallierte Bordkanone

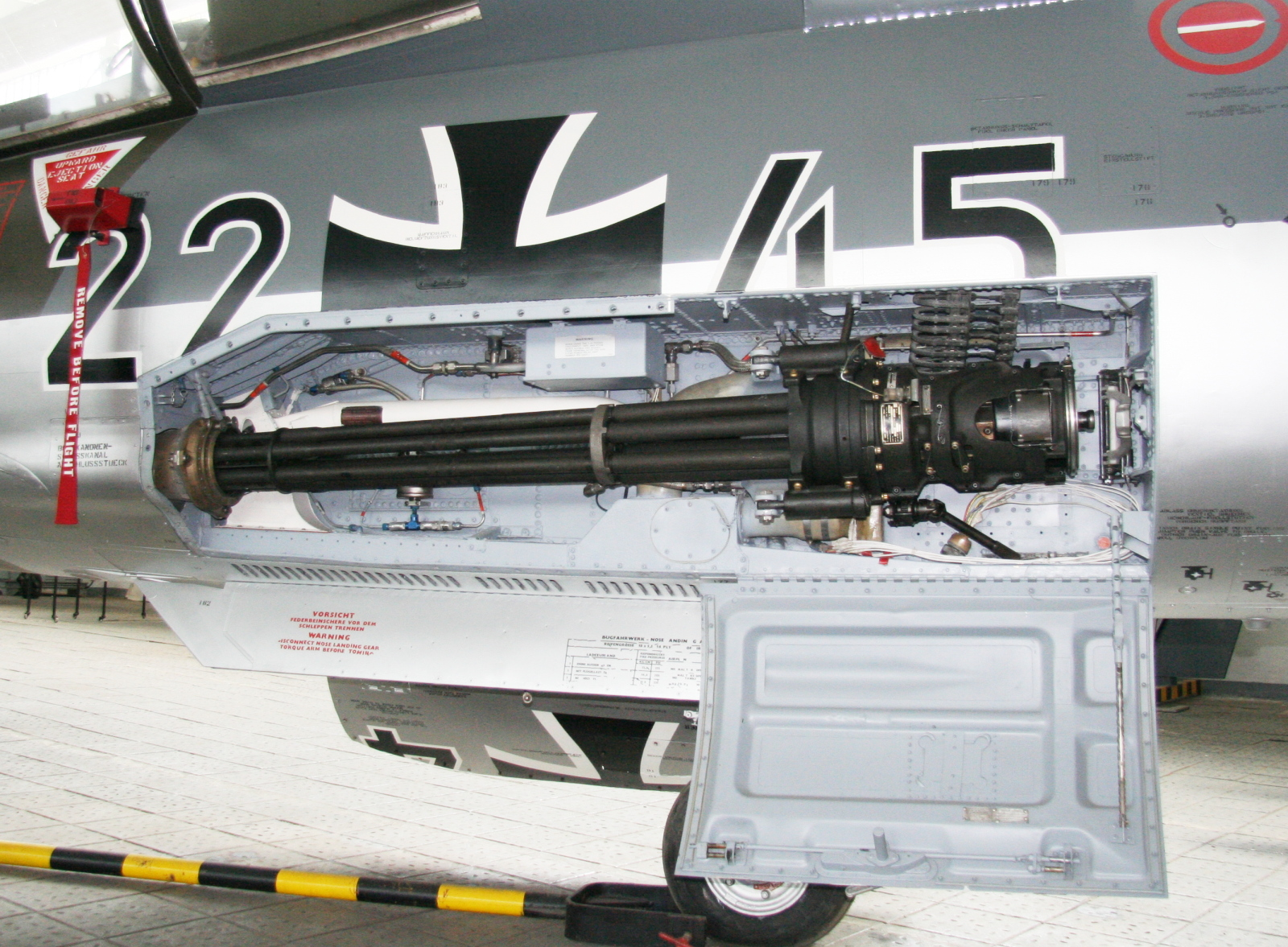
Geöffneter Maschinenkanonenschacht einer F-104 im Museum für Luftfahrt und Technik in Wernigerode

- 1 × sechsläufige 20-mm-Gatling-Maschinenkanone General Electric T171 (M61) Vulcan mit 725 Schuss Munition

Die Gatling-Maschinenkanone ist unter dem Cockpit links rumpfbündig eingebaut. Sie hat eine Kadenz von 4000 Schuss/min. Die Kanone wurde bei den Aufklärerversionen durch einen Kamerasatz ersetzt. Spätere Kampfwertsteigerungsprogramme ersetzten die T171 durch die modernere M61A1.
Kampfmittel bis zu 1.841 kg an fünf (an italienischen F-104„S“ sieben) Außenlaststationen
Luft-Luft-Lenkflugkörper
- 4 × LAU-7/A-Startschienen für je 1 × Ford AIM-9B „Sidewinder“ – infrarot-gesteuert selbstzielsuchend für Kurzstrecken
- 2 × RED DOG-(Katamaran)Doppel-Startschienen für je 2 × Ford AIM-9B „Sidewinder“ – infrarotgesteuert selbstzielsuchend für Kurzstrecken (F-104S)
- 6 × LAU-7/A-Startschienen für je 1 × Ford AIM-9B/J/N/L „Sidewinder“ – infrarotgesteuert selbstzielsuchend für Kurzstrecken (F-104S)
- 2 × LAU-92/A-Startschienen für je 1 × Hughes AIM-7E „Sparrow“ – halbaktiv, radargelenkt für Mittelstrecken (F-104S)
- 2 × Startschienen für je 1 × Selenia Aspide 1A / Mk.1 – halbaktiv, radargelenkt für Mittelstrecken (F-104S)

Luft-Boden-Lenkflugkörper
- 2 × Aérospatiale AS.30 „Noras“ – funkferngesteuert Luft-Boden
- 2 × Aérospatiale/MBB AS.34 „Kormoran 1“ – Seezielflugkörper[10]
- 2 × Kongsberg AGM-119 „Penguin Mk.1“ – Seezielflugkörper

Ungelenkte Luft-Boden-Raketen
- 4 × Raketen-Rohrstartbehälter LAU-3/A für je 7 × ungelenkte FFAR-Luft-Boden-Raketen; Kaliber 70-mm-Raketen / 2,75 inch
- 4 × Raketen-Rohrstartbehälter LAU-32/A für je 7 × ungelenkte Hydra-FFAR-Luft-Boden-Raketen; Kaliber 70 mm / 2,75 Inch
- 4 × Raketen-Rohrstartbehälter Matra F4 (Matra 155) für je 18 × ungelenkte SNEB-Luft-Boden-Raketen, Kaliber 68 mm
- 4 × Raketen-Rohrstartbehälter LAU-5002 für je 7 × ungelenkte CRV7-Luft-Boden-Raketen; Kaliber 70 mm / 2,75 inch

Ungelenkte Freifallbomben
- 5 × Mark 82 LDGP (227-kg-/500-lb-Freifallbombe)
- 5 × Mark 82 „Snake Eye“ (227-kg-Freifallbombe)
- 2 × M117 GP (372-kg- / 820-lb-Freifallbombe)
- 2 × British Hunting Engineering BL755 (254-kg-Streubombe mit 147 Bomblets mit Hohlladungen)
- 2 × CBU-24/B Streubombe mit 655 BLU-26 oder BLU-36-Splitterbomblets
- 2 × CBU-39/B Streubombe (380 kg / 840-lb) mit 670 BLU-36-Splitterbomblets
- 2 × CBU-62/B Streubombe (380 kg / 840-lb) mit 2025 M40-Splitter-/Brandbomblets
- 2 × Mark 79 (453 kg / 1000-lb-Napalmbombe)
- 4 × BLU-32/B (267 kg / 500-lb-Napalmbombe)
- 1 × B28 (nukleare Freifallbombe mit 1,45-MT-Sprengsatz)
- 1 × B43 (nukleare Freifallbombe mit 1-MT-Sprengsatz)
- 1 × B57 (nukleare Freifallbombe mit 20-kT -Sprengsatz)
- 1 × B61 (nukleare Freifallbombe mit 0,3–170-kT-Sprengsatz)

Zusatzbehälter
- 1 × Foto-Aufklärungsbehälter Vinten VICON
- 1 × Foto-Aufklärungsbehälter Oldelft Orpheus
- 2 × abwerfbarer Flügelspitzen-Zusatztank für 645 Liter Kerosin
- 2 × abwerfbarer Unterflügel-Zusatztank für 645 Liter Kerosin
- 1 × Zielschleppbehälter Secapem
- 1 × Gepäckcontainer CNU-188/A
- 1 × Trainingsbombenbehälter SUU-21

## Technische Probleme
- Die erste Version sah einen Schleudersitz vor, der den Piloten nicht nach oben, sondern nach unten aus dem Flugzeug befördern sollte. Der Grund dafür war die Befürchtung, dass der Pilot beim Ausschuss mit dem T-Leitwerk kollidieren könnte. Der Schleudersitz („C1“) war somit im Tiefflug nicht verwendbar, da der Pilot quasi „in den Boden geschossen“ worden wäre. Daher wurde diese Lösung schon bei der Beschaffung der deutschen Version F-104„G“ verworfen und durch einen aufwärts schießenden Schleudersitz (Modell Lockheed „C2“) ersetzt. Dafür waren nur relativ wenige Modifikationen notwendig: grob umrissen wurden die vier Rollenpaare am C1-Sitz (für die zwei Führungsschienen) von oben nach unten (am C2-Sitz) verlegt, die Kabinennotöffnung modifiziert und die Kanone für den Ausstoß umgedreht. Die US Air Force blieb bei ihren Versionen „A“ bis „D“ noch bis 1959 beim „C1“-Sitz, da sie bei anderen Modellen (z. B. X-3 und B-47) in großen Höhen keine derartigen Bedenken hatte. Dass bei diesem Einsatzprofil ein nach unten ausschießender Sitz machbar ist, bewies der letzte erfolgreiche „C1“-Ausschuss am 30. Juni 1959 (JF-104A, Seriennummer 56-0768[11]). Nach 1959 veranlasste auch die US Air Force die Umrüstung ihrer Starfighter auf den doch besseren C2-Sitz. Obwohl eigentlich nicht mehr notwendig, wurde die für den C1-Katapultsitz vorgesehene Öffnung unterhalb des Cockpits („Hatch“) aber praktischerweise beibehalten. Damit gewann man einen guten Zugang zum Cockpit für Wartungsarbeiten. Es mussten nur vier Inbusschrauben geöffnet werden, dann konnte man die Luke bei eingebautem Sitz entfernen und kam so leicht an Instrumente und Pedale. Diese Lösung mit der unter dem Schleudersitz platzierten Klappe bewährte sich in der täglichen Praxis so gut, dass sie später beim Alpha Jet übernommen wurde: auch hier ist die Hatch nach unten zu öffnen.
- Die Luftwaffe verwendete zu Beginn den originalen Lockheed-„C2“-Schleudersitz, der erst oberhalb einer bestimmten Fluggeschwindigkeit (ca. 60 Knoten ca. 111 km/h) sicher funktionierte. Wurde der Schleudersitz bei zu geringer Geschwindigkeit ausgelöst, trugen die Piloten oft tödliche Verletzungen davon. Der Sitz erforderte manuelle Handgriffe und konnte sich bei der Sitz-Mann-Trennung in den Fangleinen des Fallschirms verwickeln.[12][13] Ab 1967 wurde – auch auf Druck der Piloten – auf den britischen Schleudersitz Martin-Baker Mk. GQ-7(A) umgerüstet, der den Piloten noch aus einer am Boden stehenden Maschine (Null („zero“)-Geschwindigkeit und Null-Höhe) mit einem akzeptablen Risiko retten konnte. Dieser „Zero/Zero-Sitz“ verfügte gegenüber dem „C2“-Sitz zusätzlich über einen Raketentreibsatz, um im Bedarfsfall maximal vom Flugzeug weg zu steigen. Der Sitz war nach dem Ausschuss mit einem kleinen zusätzlichen Bremsschirm stabilisiert und die Sitz-Mann-Trennung erfolgte problemlos. Eine barometrische Vorrichtung sorgte dafür, dass in großen Höhen bis zum Erreichen tieferer Luftschichten (etwa 5.000 m/15.000 Fuß) der Pilot vorerst mit dem Sitz und damit dessen Sauerstoffversorgung verbunden blieb. Bei geringerer Höhe erfolgte die Trennung sofort nach dem Ausschuss. Seit der Einführung des neuen Typs GQ-7 sank die Zahl der tödlichen Unfälle Ende der 1960er-Jahre deutlich: Konnte der Pilot noch einen Ausschuss auslösen, so war die Überlebenschance fast maximal erreicht. Am 24. September 1968 erfolgte erstmals ein erfolgreicher Ausschuss mit dem Schleudersitz GQ-7 aus einer F-104 bei einer Notlandung auf der Ramstein Air Base.[14] Zur weiteren Verbesserung des Rettungssystems bei den zweisitzigen Maschinen wurden diese in den 1970er‑Jahren mit einem automatischen Ausschussfolgesystem nachgerüstet. Dieses stellte sicher, dass bei der Aktivierung der Schleudersitze der hintere zuerst aus der Maschine katapultiert wurde und verhinderte durch den festgelegten zeitlichen Abstand der „bail outs“ eine Kollision der Sitze in der Luft.
- Wegen der hohen Startgeschwindigkeit von etwa 400 km/h (bedingt durch die sehr hohe Flächenbelastung und das auftriebsschwache Profil) und der starken Beschleunigung der Maschine nach dem Abheben musste das Fahrwerk innerhalb von zwei Sekunden nach dem Abheben eingezogen werden. Bei einer Geschwindigkeit über 420 km/h klemmte es wegen seines hohen Luftwiderstandes und konnte dabei bei extremer Überschreitung auch beschädigt werden. Kam es dennoch zu solchen Situationen, musste der Pilot mit reduziertem Schub in einer Platzrunde weiter steigen, um in sicherer Höhe eine Landeanflugskonfiguration einzunehmen (Vorflügel und Landeklappen sind dabei maximal ausgefahren), die Geschwindigkeit drosseln und bei ca. 350–400 km/h (ca. 190–215 Knoten) das Fahrwerk einfahren. Danach konnte der Flug entweder fortgesetzt oder auf Entscheidung des Flugzeugführers für einen technischen Check regulär durch eine Landung beendet werden.
- Die Grenzschichteinblasung (boundary layer control, BLC) erforderte ein laufendes Triebwerk bei der Landung. Nach einem Triebwerksausfall konnte der Starfighter nur noch schwer gelandet werden, da die Gefahr des Strömungsabrisses bestand. Anfängliche einseitige Ausfälle der BLC führten bei der Landung unweigerlich zum Totalverlust, konnten aber recht zuverlässig vom 1. Wart vor dem Start beim Last Chance Check erkannt werden. Dazu musste er bei voll ausgefahrenen Landeklappen mit der bloßen Hand über die Schlitze oberhalb der Landeklappenanlenkungen fahren. Waren die beiden Strömungen ungleich, so brach der Wart die Startprozedur ab. Mit der Einführung dieser einfachen Prozedur und verbesserten Wartungsregeln war diese Gefahr fast vollständig behoben.
- Bei einem einseitigen Ausfall der Landeklappen durch einen defekten Antriebsmotor kam es zu einer unkontrollierbaren Rollbewegung, die durch die Querruder nicht kompensiert werden konnte. Um das zu verhindern, wurde recht erfolgreich ein einfacher Mechanismus eingeführt, der die beiden elektrischen Landeklappenantriebe vor deren Getriebe mit zwei 110-V-Drehstrommotoren über zwei Rutschkupplungen und eine dünne biegsame Welle synchronisierte. Dadurch wurde das ungleiche Ausfahren der Landeklappen wirksam verhindert und das Problem gelöst. Durch das Anflanschen der Welle direkt an den Motor und vor dem Getriebe konnte die Welle im Durchmesser sehr klein (nur etwa 12 mm) gehalten werden. Sie wurde in der Zellenoberseite über dem Triebwerk in einem großen Bogen zum anderen Antriebsmotor geführt.

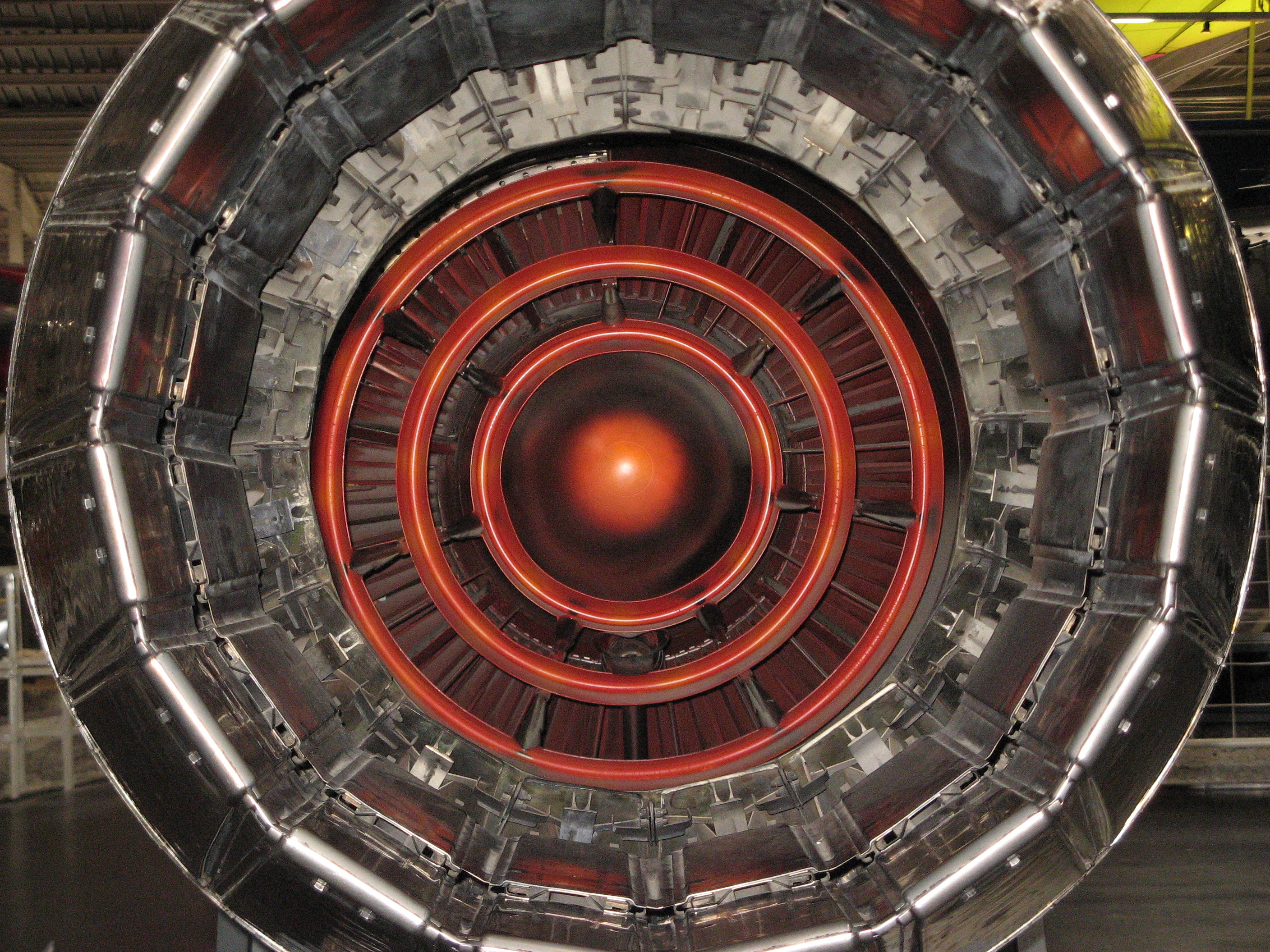
Nozzle (verstellbare Schubdüse) des J-79-Triebwerks der F-104

- Die hydraulisch betätigten Lamellen der Nachbrennerdüse (nozzle) wurden normalerweise von der Triebwerksregelung automatisch gesteuert. Bei einem Hydraulikausfall der Schubregulierung öffnete die Düse voll („open nozzle failure“), was einen plötzlichen Schubverlust ergab und oft durch Flammabriss einen Triebwerkstillstand nach sich zog. Die Wiederzündung erforderte Zeit und damit eine bestimmte Mindestflughöhe. Vereinzelt war das Wiederanlassen des Triebwerks auch nicht erfolgreich. Der Ausfall der hydraulischen Schubregulierung konnte durch das nachgerüstete „emergency nozzle closure system“ (roter Handgriff am vorderen Instrumentenbrett rechts) notfallmäßig korrigiert werden. Der Pilot konnte nach dessen Betätigung problemlos (allerdings ohne Nachbrenner) zum nächsten Flugplatz fliegen. Dazu musste er nach dem Drosseln der Startleistung die „Nozzleanzeige“ beobachten und ggf. den roten Handgriff betätigen. Obwohl diese relativ einfache Notschließung schon sehr früh vor der Anschaffung des Starfighters diskutiert worden war, zog sich die tatsächliche Umsetzung durch bürokratische Hemmnisse in der multinationalen Lizenzfertigung viele Jahre lang hin.

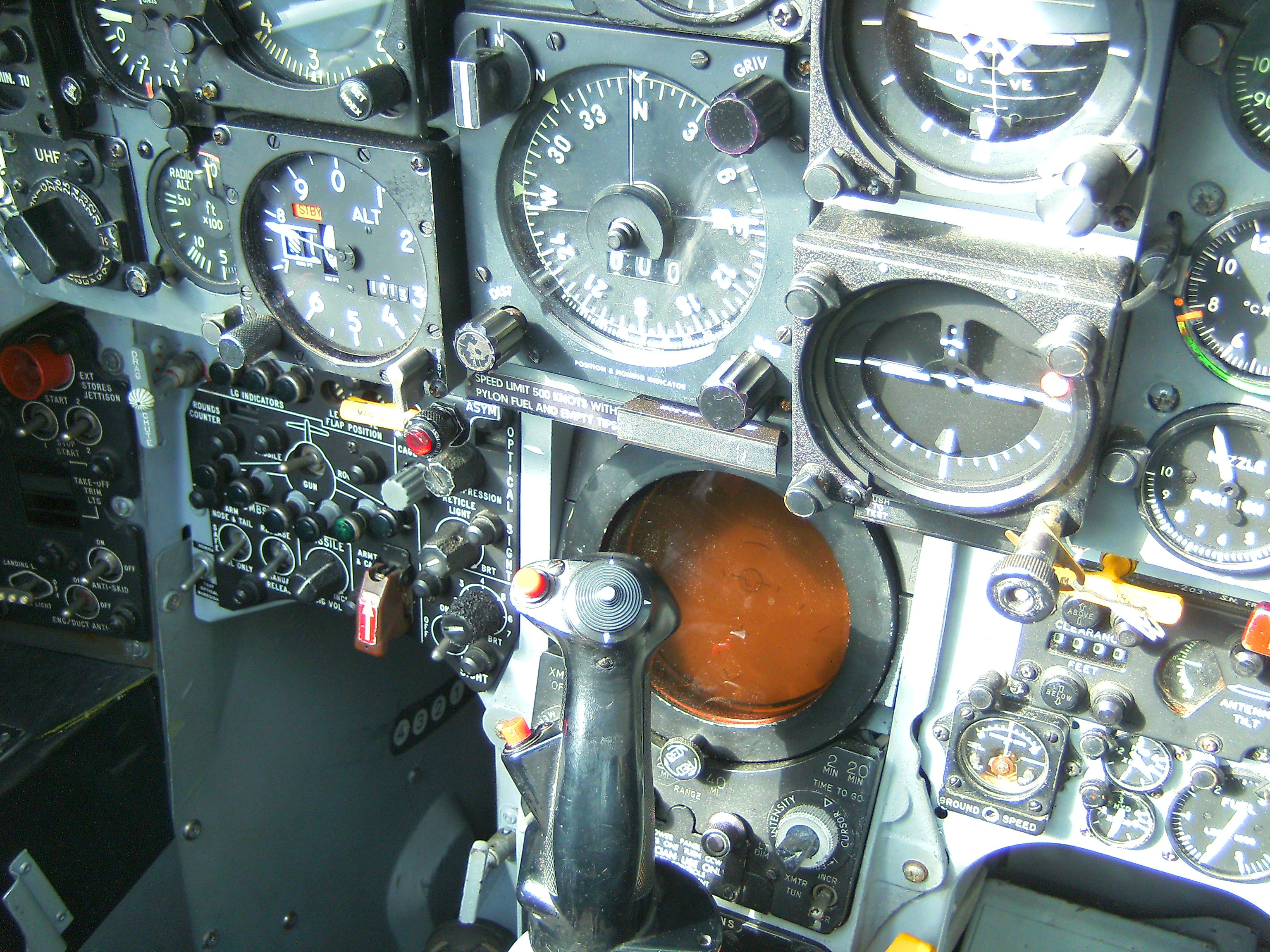
Instrumente im Cockpit einer F-104

- Der oft gebrachte allgemeine Vorwurf, dass einige der Instrumente der gelieferten Flugzeuge gegen deutsche oder europäische Modelle ausgetauscht worden seien, kann nicht nachgewiesen werden. Angeblich hätte das zu einem erhöhten Startgewicht und zu einer veränderten Trimmung geführt. Die F-104G war eine Entwicklung von Lockheed, die auf der Struktur und Aerodynamik der F-104C basierte, und wurde von den europäischen Lizenznehmern exakt nach den Originalunterlagen gebaut (zur Überwachung der Fertigung siehe auch Abschnitt „Produktion“).

## Produktion
Der Starfighter wurde in mehreren Versionen produziert, darunter auch Trainingsflugzeuge (TF-104) in zweisitziger Ausführung. Die US Air Force bestellte nur 296 Starfighter in ein- und zweisitzigen Versionen.

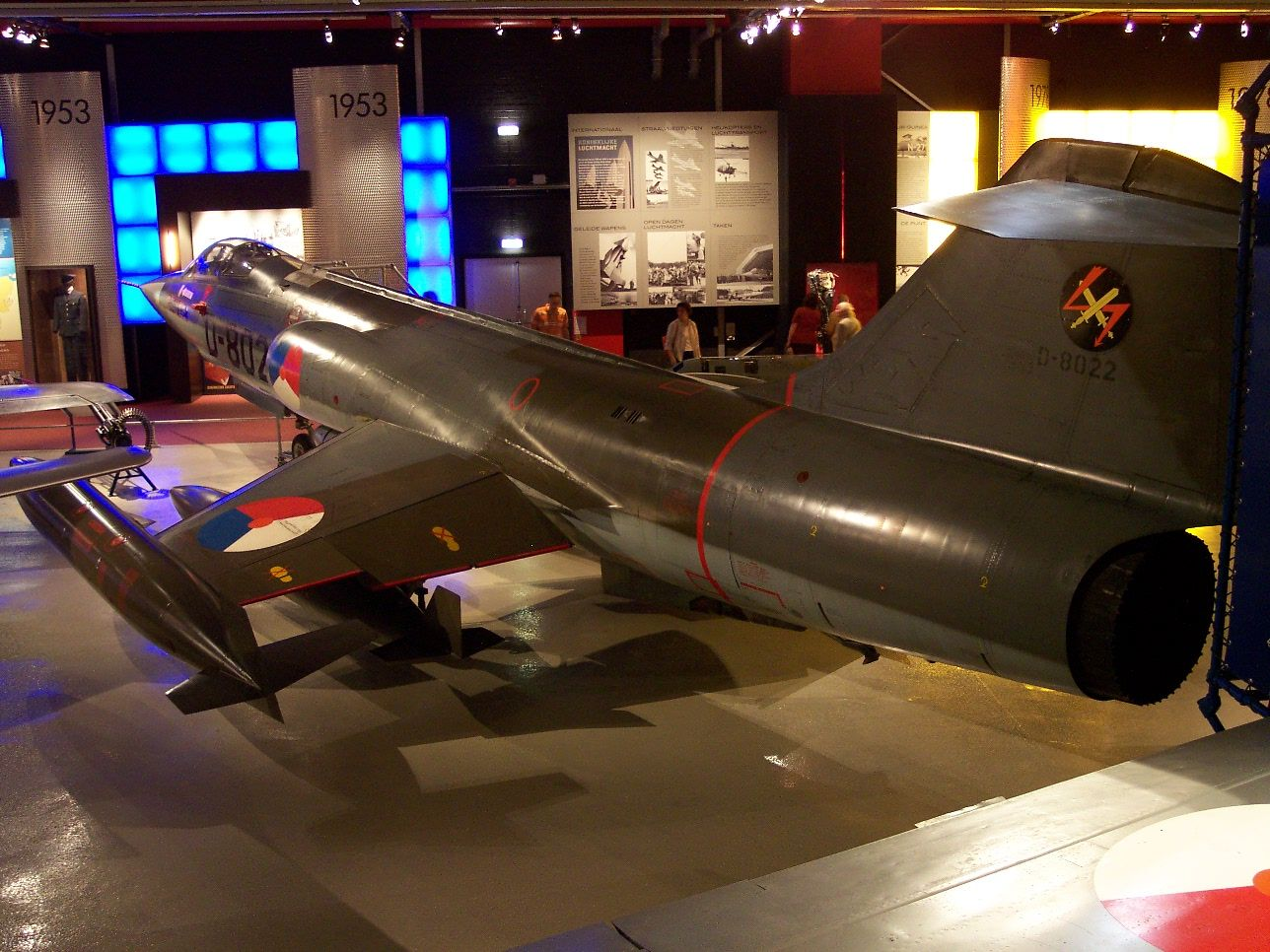
Niederländische F-104

Das Flugzeug schien für die NATO-Partner nützlicher zu sein, und so wurden 2578 Stück (teilweise im Rahmen eines Militärhilfe-Programms der USA) in verschiedene Länder geliefert bzw. dort gebaut. Im Wesentlichen: Kanada, Bundesrepublik Deutschland, Italien, Norwegen, Niederlande, Belgien, Dänemark, Griechenland, Türkei, Spanien, Republik China (Taiwan) und Japan.
In Europa wurde die Maschine in Lizenz von mehreren Arbeitsgemeinschaften in Deutschland, den Niederlanden und Belgien als F-104 G (für Germany – deutsche Version) und von Fiat/Italien als F-104 S (für die Verwendung von „Sparrow“-Luft-Luft-Raketen) hergestellt.
Zur Abstimmung der umfangreichen europäischen Fertigung mit über 140.000 Beschäftigten wurde eigens im Mai 1960 die ODC (Organisme de Direction et de Controle) mit Sitz in Koblenz gegründet. Um die Entscheidungswege weiter zu verbessern, wurde dann fünf Monate später die ODC in die NASMO (NATO Starfighter Management Office), ebenfalls mit Sitz in Koblenz, umgewandelt. Darin waren etwa 30 Techniker und Ingenieure von Lockheed und den amerikanischen Lizenzgebern aus der Zulieferindustrie und gut 130 Mitarbeiter der europäischen Lizenznehmer und Betreiber vertreten. Zwei permanent besetzte Gremien aus den vier beteiligten Ländern bestehend aus Mitarbeitern der Beschaffungsbehörden und der Industrie koordinierten die umfangreiche europäische Produktion. Die ebenso in Koblenz angesiedelte LAAO (Lockheed Aircraft Advisory Office) arbeitete eng mit der NASMO zusammen und überwachte wiederum deren Entscheidungen.
Die Baugruppen wurden in den verschiedenen Fertigungsstätten in einer so hohen Qualität montiert, dass bei Ausfall einzelner Standorte (so z. B. geschehen bei der Sturmflut 1962 in Hamburg) die von anderen Unternehmen gelieferten Teile problemlos eingebaut werden konnten. Das war bei dem technischen Stand zur damaligen Zeit bei weitem nicht selbstverständlich.
Die einzelnen Arbeitsgemeinschaften (ARGE):
ARGE USA:
- Lockheed – Palmdale (Werk B-4) (u. a. Bausegment 100 – Endmontage)
- Lockheed – Burbank (Werk B-1) (u. a. Bausegment 220 – Rumpf komplett)
- Temco (Texas Engineering & Manufacturing Company) – Dallas (u. a. Bausegment 400 – Tragflächen)
- Beech Aircraft Corporation – Wichita (u. a. 260 – Rumpfheck)
- Rheem – Downey (Kalifornien) (u. a. Bausegment 500 – Leitwerk)
- und weitere

(auch komplette europäische Baugruppen wurden in den USA endmontiert)
ARGE Nord (Deutschland/Niederlande):
- Fokker – Schiphol (Bausegment 100 – Endmontage)
- Fokker – Dordrecht (Bausegment 400 – Tragflächen komplett)
- Aviolanda Papendrecht/Woensdrecht (Niederlande)
- Focke-Wulf – Bremen
- Hamburger Flugzeugbau (HFB) – Hamburg-Finkenwerder
- Weser-Flugzeugbau – Nordenham (u. a. Bausegment 241 – Rumpfmittelteil)
- und weitere

ARGE West (Belgien):
- S.A.B.C.A. (Société Anonyme Belge de Constructions Aéronautiques) – Gosselies (Bausegment 100 – Endmontage)
- Avions Fairey – Charleroi-Gosselies
- Fiat Aviazione – Turin (Bausegment 241 – Rumpfmittelteil)
- WMD-Siebelwerke ATG (WMD/SIAT) – Donauwörth (u. a. Bausegment 260 – Rumpfheck)
- Heinkel – Speyer – ehem. Pfalz-Flugzeugwerke (Bausegment u. a. 500 – Leitwerk komplett)
- FN (Fabrique Nationale) – Herstal (Triebwerkproduktion)
- und weitere

ARGE Süd (Deutschland):
- Dornier – Neuaubing und Oberpfaffenhofen
- Heinkel – Speyer
- Messerschmitt (später Messerschmitt-Bölkow-Blohm (MBB)) – Augsburg und Manching (Endmontage)
- WMD/SIAT – Donauwörth
- BMW/MAN Turbo (heute MTU) – München-Allach (Triebwerkproduktion auch für ARGE Nord)
- und weitere

ARGE Italien:
- Fiat Aviazione (Endmontage, Generalunternehmer und Triebwerkproduktion mit Alfa Romeo) – Turin
- Aermacchi
- Aerfer – Neapel (u. a. Bausegment 400 – Tragflächen, 500 – Leitwerk u. v. m.)
- SACA (Società per Azioni Costruzioni Aeronautiche) – Brindisi (u. a. Klappen)
- Piaggio – Finale Ligure (u. a. Bausegmente 242 – Rumpfmittelteil)
- Aeronavali – Venedig (u. a. 115 – Stabilizer)
- SIAI-Marchetti – Sesto Calende (u. a. 247, 248 – Lufteinlass)
- und weitere

Das Trägheitsnavigationssystem Typ LN3 der US-Firma Litton wurde in Deutschland (Freiburg) hergestellt, das NASARR-Radargerät in Lizenz bei Telefunken in Ulm – ebenso die Sidewinder Luft‑Luft‑Lenkflugkörper bei der Bodenseewerk Gerätetechnik GmbH (Überlingen).
Canadair (Kanada) war Zulieferer für verschiedene Komponenten der europäischen Fertigung und an Lockheed selbst.

## USAF-Produktion
Die F-104 wurde im Rahmen des Military Assistance Program (MAP) an verschiedene Nationen geliefert. Die USAF beschaffte 140 F-104 von Canadair als Offshore Procurement.
Abnahme der F-104 durch die USAF:
| Version             | 1955 | 1956 | 1957 | 1958 | 1959 | 1960 | 1961 | 1962 | 1963 | 1964 | 1965 | 1966 | SUMME |
| ------------------- | ---- | ---- | ---- | ---- | ---- | ---- | ---- | ---- | ---- | ---- | ---- | ---- | ----- |
| XF-104              | 1    |      | 1    |      |      |      |      |      |      |      |      |      | 2     |
| YF-104A             |      | 17   |      |      |      |      |      |      |      |      |      |      | 17    |
| F-104A              |      |      | 43   | 110  |      |      |      |      |      |      |      |      | 153   |
| F-104B              |      |      | 4    | 22   |      |      |      |      |      |      |      |      | 26    |
| F-104C              |      |      |      | 28   | 49   |      |      |      |      |      |      |      | 77    |
| F-104D              |      |      |      | 4    | 17   |      |      |      |      |      |      |      | 21    |
| F-104F Germany      |      |      |      |      | 1    | 29   |      |      |      |      |      |      | 30    |
| F-104G MAP          |      |      |      |      |      |      |      | 15   | 24   | 18   |      |      | 57    |
| F-104G MAP Canadair |      |      |      |      |      |      |      |      | 2    | 80   | 54   | 4    | 140   |
| TF-104G MAP         |      |      |      |      |      |      |      | 1    | 23   | 4    |      |      | 28    |
| TF-104G Belgium     |      |      |      |      |      |      |      |      |      | 1    | 2    |      | 3     |
| TF-104G Germany     |      |      |      |      |      |      |      | 11   | 47   | 14   |      |      | 72    |
| TF-104G Italy       |      |      |      |      |      |      |      |      |      | 12   |      |      | 12    |
| TF-104G Spain       |      |      |      |      |      |      |      |      |      |      | 1    |      | 1     |
| RF-104G MAP         |      |      |      |      |      |      |      |      | 24   |      |      |      | 24    |
| RF-104G             |      |      |      |      |      |      |      |      | 15   | 1    |      |      | 16    |
| SUMME               | 1    | 17   | 48   | 164  | 67   | 29   | 0    | 27   | 135  | 130  | 57   | 4    | 679   |

## Einsatz bei der Bundeswehr

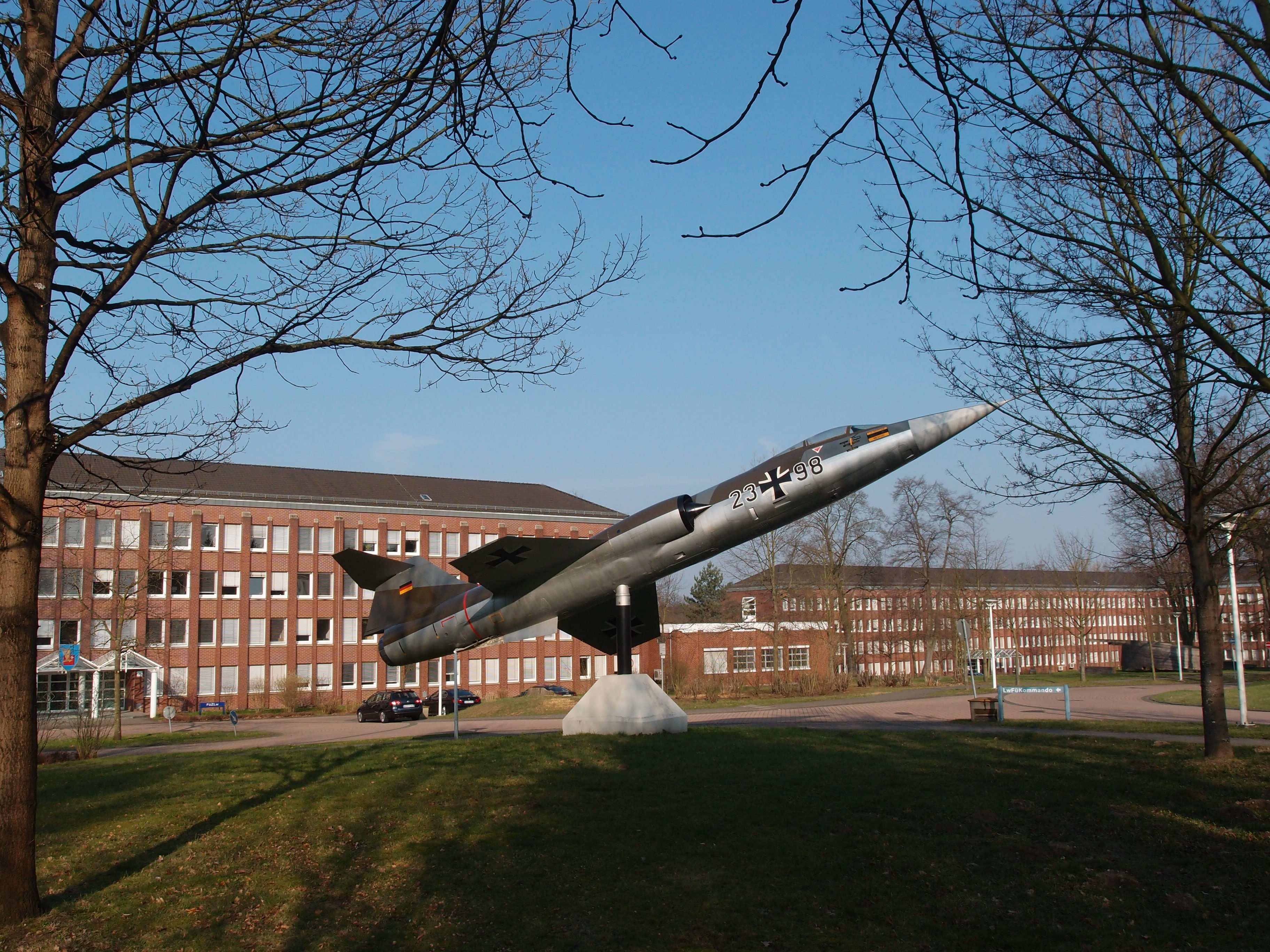
Starfighter in der Luftwaffenkaserne Wahn

Die Luftwaffe der Bundeswehr hatte 1957 bei der Suche nach einem modernen überschallschnellen Abfangjäger die Wahl zwischen den US-amerikanischen Maschinen Lockheed F-104 „Starfighter“ (Höchstgeschwindigkeit der Rekordversion etwa 2260 km/h), der Grumman F-11F „Tiger“ (Höchstgeschwindigkeit etwa 1170 km/h), der französischen „Mirage III“ (Höchstgeschwindigkeit etwa 2150 km/h) und der sich in der Planungsphase befindlichen britischen Saunders-Roe SR.177 (P177) (Höchstgeschwindigkeit etwa 2400 km/h). Laut Generalleutnant Josef Kammhuber, dem Inspekteur der Luftwaffe, sollte ein Allwetterjäger idealerweise mit einer sehr kurzen Startbahn auskommen und eine Mach-Zahl von über 2 erreichen können, um überschallfähige sowjetische Bomber wie die Mjassischtschew M-50 wirksam bekämpfen zu können. Ein derartiges Flugzeug existierte Ende der 1950er-Jahre allerdings noch nicht. Im Auftrage Kammhubers führte Walter Krupinski im Dezember 1957 Vergleichsflüge der beiden US-amerikanischen Muster in den USA durch. Das Vergleichsfliegen wurde im Mai 1958 in Villaroche mit der Mirage abgeschlossen. Krupinski empfahl im Ergebnis dieser Tests die Beschaffung der F-104. Auch Kammhuber favorisierte nach anfänglichen Zweifeln den „Starfighter“. Daraufhin schlug der damalige Verteidigungsminister Franz Josef Strauß die Einführung des modernen amerikanischen Waffensystems Starfighter vor, obwohl dieses Waffensystem die von deutscher Seite politisch gewünschte Reichweite nicht ermöglichte. Das ermöglichte es einerseits, die verschiedenen bisherigen Kampfflugzeugtypen wie F-86K Sabre, F-84F Thunderstreak und RF-84F Thunderflash durch ein modernes Mehrzweckkampfflugzeug zu ersetzen, andererseits verhalf es der Bundeswehr in Europa zum nötigen politischen Gewicht, um an der festgelegten NATO-Strategie Massive Vergeltung beteiligt zu sein und durch die nukleare Teilhabe ein Mitspracherecht in der atomaren Einsatzplanung zu erhalten.
Die nukleare Teilhabe galt als unverzichtbarer Bestandteil der bundesdeutschen Sicherheitspolitik und ließ nur ein US-amerikanisches Waffensystem als nukleares „Trägermittel“ in Frage kommen, um mit einem eigenen Beitrag unter dem atomaren Schutzschirm der Vereinigten Staaten zu stehen und mit dem neuen Waffensystem militärische Operationen gegen das zu befürchtende offensive Potenzial des Warschauer Paktes führen zu können.
Allerdings wurde das Waffensystem F-104G selbst bald nicht mehr dafür benötigt, um sowjetische Bomber mit Luft-Luft-Raketen in großer Höhe anzugreifen, da ein Großteil der Bomber durch Interkontinentalraketen ersetzt wurde.

### Truppendienst

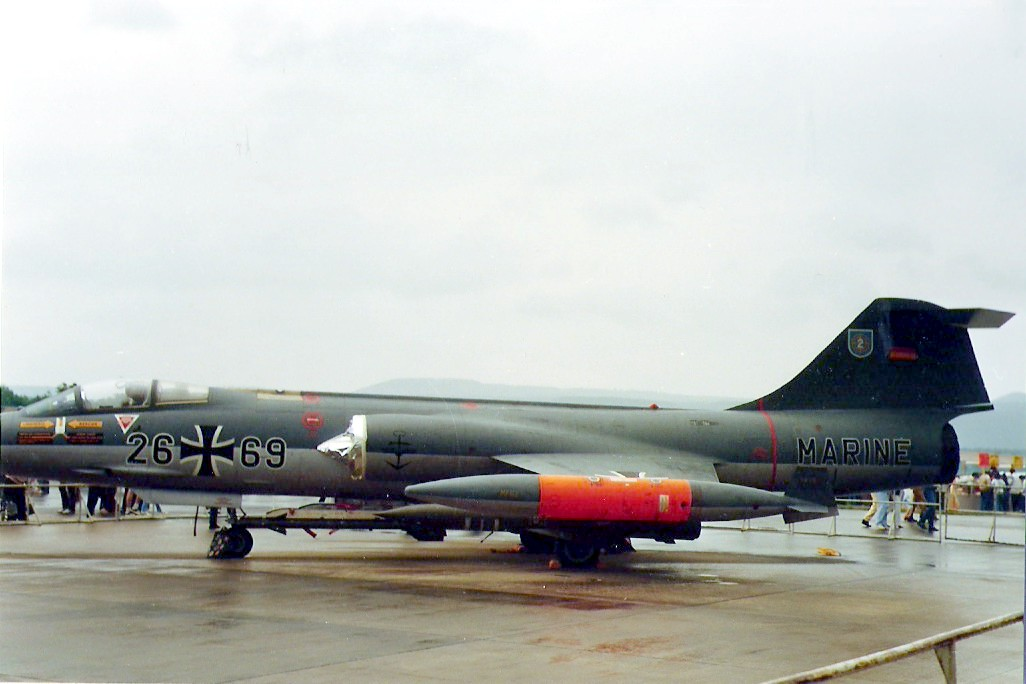
F-104G des Marinefliegergeschwaders 2 (1984)

Die Bundeswehr setzte von Sommer 1960 bis zur Ausmusterung am 22. Mai 1991 insgesamt 916 Starfighter ein (30 F-104F, 586 F-104G, 163 RF-104G und 137 TF‑104G, davon 35 in den USA). Davon ging knapp ein Drittel, nämlich 269 Maschinen, durch Abstürze verloren. Insgesamt mussten durch Unfälle 300 Maschinen abgeschrieben werden. Einschließlich des letzten tödlichen Unfalls im Jahre 1984 verunglückten 116 Piloten tödlich (108 Deutsche und acht US-Amerikaner).
Am 18. Juli 1966 stürzte Oberleutnant Siegfried Arndt bei einer Schießübung über der Nordsee ab. Er konnte mit dem Schleudersitz rechtzeitig aussteigen. Obwohl der Zerstörer Bayern und das Minensuchboot Düren in der Nähe waren, erfolgte keine sofortige Rettung. Arndt ertrank in der unruhigen See infolge erheblicher Ausrüstungsmängel. Die Düren überfuhr beim Bergungsversuch seinen noch mit dem Fallschirm verbundenen Körper. Vier Wochen später wurde sein Leichnam auf der Nordseeinsel Langeneß geborgen. Nach Strafanzeige seines Vaters wegen Verdachts der fahrlässigen Tötung stellte die Staatsanwaltschaft in Oldenburg das Ermittlungsverfahren bald wieder ein, da Arndt am Absturz selbst schuld und schon am Fallschirm hängend gestorben sei. Erst ein Untersuchungsausschuss des Bundestages, der auf Antrag der sozialdemokratischen Mitglieder des Verteidigungsausschusses eingesetzt worden war, deckte die Mängel der Rettungsaktion und der Ausrüstung auf. Die Ausrüstungsmängel waren schon vor dem Absturz bekannt, wurden aber als Einzelfall abgetan. Nach scharfer Kritik der Bundestagsabgeordneten an der Rettungsaktion und der Verharmlosung der Ausrüstungsmängel durch das Verteidigungsministerium entließ Verteidigungsminister Kai-Uwe von Hassel den Inspekteur der Luftwaffe, Generalleutnant Werner Panitzki. Ihm folgte Johannes Steinhoff nach, der, mit umfassenden Befugnissen ausgestattet, die Luftwaffe und die Ausbildung reorganisierte.
Am 10. März 1970 stürzte der Marineflieger Oberleutnant zur See Joachim von Hassel, Sohn des damaligen Bundestagspräsidenten Kai-Uwe von Hassel, tödlich ab.
Als Jäger wurde der Starfighter in den Jagdgeschwadern 71 und 74, als Jagdbomber in den Jagdbombergeschwadern 31, 32, 33, 34 und 36, als Aufklärer in den Aufklärungsgeschwadern 51 und 52 sowie zur Seezielbekämpfung in den Marinefliegergeschwadern 1 und 2 (auch Aufklärer) eingesetzt. Die Ausbildung erfolgte bei der USAF in den USA sowie bei der Waffenschule der Luftwaffe 10 in Nörvenich (später Jever). Von Mai 1984 bis in den Herbst 1988 existierte darüber hinaus das Kommando F-104 beim Luftwaffenversorgungsregiment 1 in Erding, bei dem all die Flugzeugführer ihre Berechtigungen auf dem Starfighter erhielten, deren Verbände zwar schon auf den Panavia Tornado umschulten, die aber noch nicht die Musterschulung auf dem Nachfolger der F-104 absolvieren konnten. Das Jagdbombergeschwader 31 war am 20. Juni 1962 als erster Verband der deutschen Luftwaffe auf dem Starfighter einsatzbereit.
Die Bundeswehr nutzte dabei die Versionen F-104G in unterschiedlichen Rüstzuständen als Jäger, konventionellen Jagdbomber, Nuklearwaffenträger und zur Seekriegsführung. Daneben wurde die Version RF-104G eingesetzt, die als Aufklärungsversion („Reconnaissance“) mehrere Kameras anstelle der M61-Vulcan-Maschinenkanone an Bord hatte. Zur Ausbildung wurde in den ersten Jahren die F-104F genutzt – ein zweisitziger Trainer auf Basis der F-104D der USAF –, weil die eigentlich vorgesehene TF-104G als ebenfalls zweisitziger Trainer auf Basis der F-104G noch nicht fertig war. Die F-104F wurden schrittweise durch die TF-104G ergänzt bzw. ersetzt und bis April 1971 ausgemustert. Einige F-104 verschiedener Ausführungen waren in den USA mit US-amerikanischen Hoheitszeichen für Ausbildungszwecke stationiert (siehe weiter unten Details zu den Stationierungsorten in Deutschland und den USA).

### Kunstflug

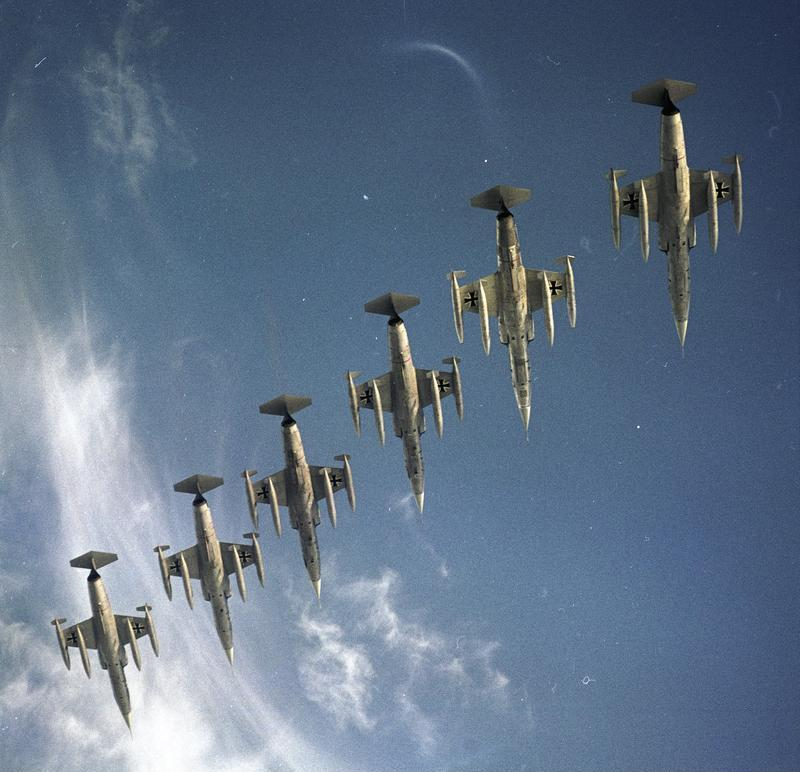
Starfighter-Formation (1965)

Nachdem es innerhalb der Luftwaffe bereits einige Kunstflugteams mit verschiedenen Flugzeugmustern in den Flugzeugführerschulen A und B gegeben hatte, die breites Interesse bei der Bevölkerung fanden, und Formationsflüge von bis zu vier F-104F im normalen Übungsflugbetrieb wie auch bei der ersten öffentlichen Vorstellung des Flugzeuges im September 1961 in Fürstenfeldbruck ohne Probleme verliefen, entschied die Bundeswehr, ein Kunstflugteam mit F-104 aufzustellen. Dieses sollte die Fähigkeiten der F-104 demonstrieren. Die erste Darbietung war für den 20. Juni 1962 angesetzt, den Tag der Indienststellung des Starfighters beim JaboG 31. Einen Tag vorher stürzte jedoch die Formation aufgrund eines Pilotenfehlers ab, vier Flugzeugführer fanden den Tod. Die Luftwaffe löste daraufhin alle Kunstflugteams auf.
Bei den Marinefliegern der Bundeswehr wurde ab den 1970er-Jahren ein Display-Team aus zwei Maschinen bei diversen Flugtagen vorgeführt, zum Ende des Jahrzehntes wurden diese Vorführungen wieder eingestellt. Für den Flugtag auf dem Fliegerhorst Eggebek im Jahr 1983 plante man erneut eine einmalige Vorführung mit zwei Starfightern, wobei aber keine Kunstflugmanöver mehr geflogen werden sollten, sondern lediglich Demonstrationen der Taktik. Durch parallelen Flug zu den Zuschauern wurden Risiken im Falle eines Absturzes verringert. Das Konzept erwies sich als überaus erfolgreich, und die Maschinen führten von da an unter dem Namen „Vikings“ weitere Schauflüge durch. Die „Vikings“ erlangten auch im Ausland eine große Popularität und unternahmen eine Abschiedstour quer durch die USA, wobei sogar die Golden Gate Bridge in San Francisco im Tiefflug überflogen werden durfte. Im Inland sorgte dieses Team dafür, den Ruf der F-104 zu verbessern. Den letzten Auftritt auf dem Starfighter hatten die Vikings am 27. September 1986 beim Flugtag des JG 74 in Neuburg.

### Flugstunden
Der Starfighter wurde in der Bundeswehr bei insgesamt 15 Geschwadern eingesetzt. Von Februar 1962 bis Mai 1991 wurden dabei insgesamt 1.975.646 Stunden erflogen, 269.750 Stunden davon entfielen auf die Ausbildung auf der Luke AFB. Die geringe Anzahl an Flugstunden bei den Aufklärungs- und Jagdgeschwadern sowie beim Jagdbombergeschwader 36 erklärt sich mit der frühen Umrüstung dieser Verbände auf die RF-4E/F-4F Phantom II im Laufe der 1970er-Jahre.
| Flugstunden der deutschen Starfighter-Verbände | Flugstunden der deutschen Starfighter-Verbände | Flugstunden der deutschen Starfighter-Verbände |
| Verband                                        | Flugstunden                                    | Flugstunden                                    |
| ---------------------------------------------- | ---------------------------------------------- | ---------------------------------------------- |
| JaboG 31                                       |                                                | 211.412                                        |
| JaboG 32                                       |                                                | 204.986                                        |
| JaboG 33                                       |                                                | 231.900                                        |
| JaboG 34                                       |                                                | 242.785                                        |
| JaboG 36                                       |                                                | 82.722                                         |
| JG 71                                          |                                                | 83.182                                         |
| JG 74                                          |                                                | 81.840                                         |
| AG 51                                          |                                                | 61.390                                         |
| AG 52                                          |                                                | 56.571                                         |
| MFG 1                                          |                                                | 131.915                                        |
| MFG 2                                          |                                                | 173.070                                        |
| WaSLw 10                                       |                                                | 123.728                                        |
| ErpSt/WTD 61                                   |                                                | 10.500                                         |
| LVR 1                                          |                                                | 9.895                                          |

## Betreiber

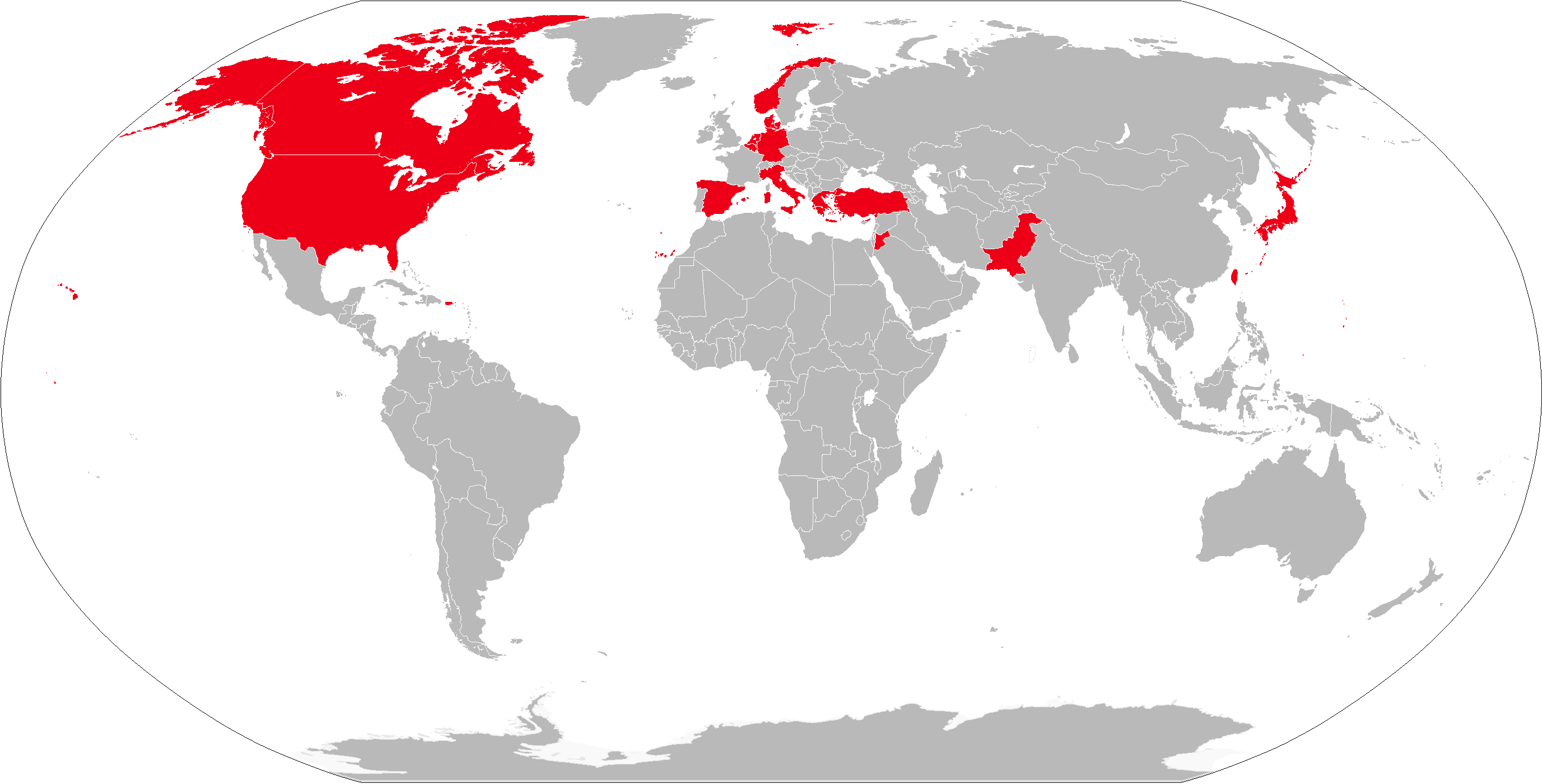
F-104-Starfighter-Betreiber

### Militär

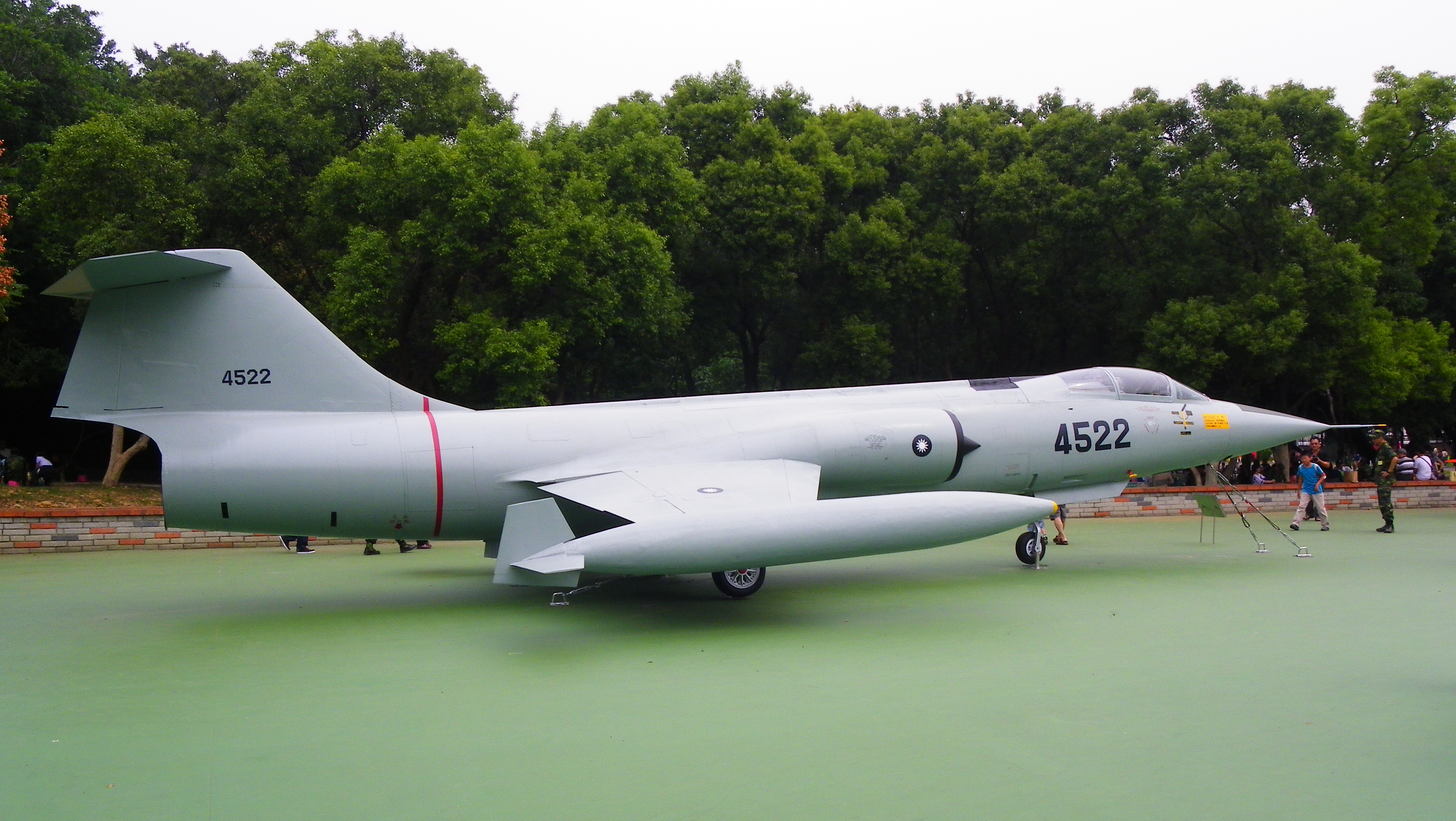
Taiwan Air Force F-104J

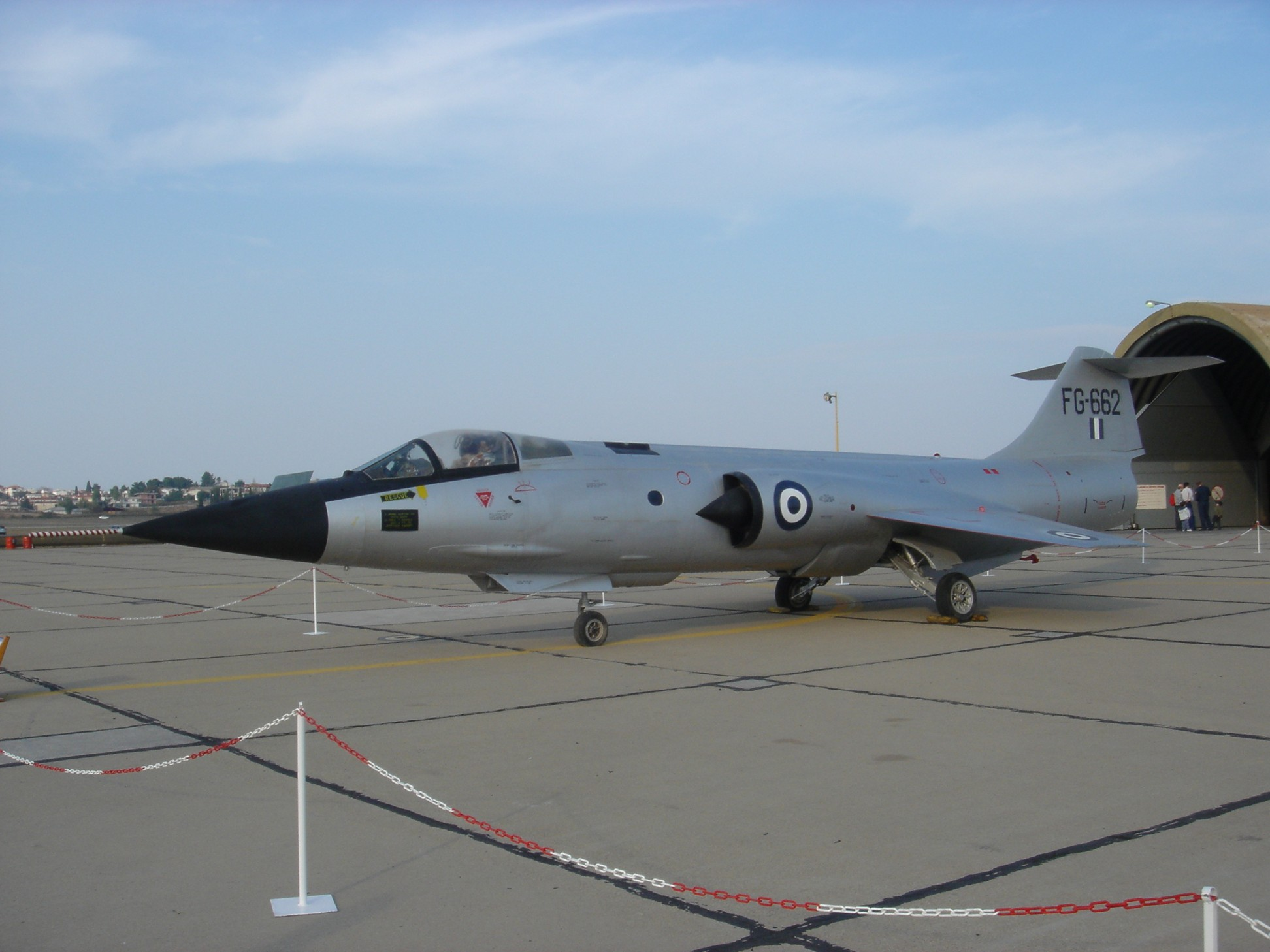
Griechische F-104G

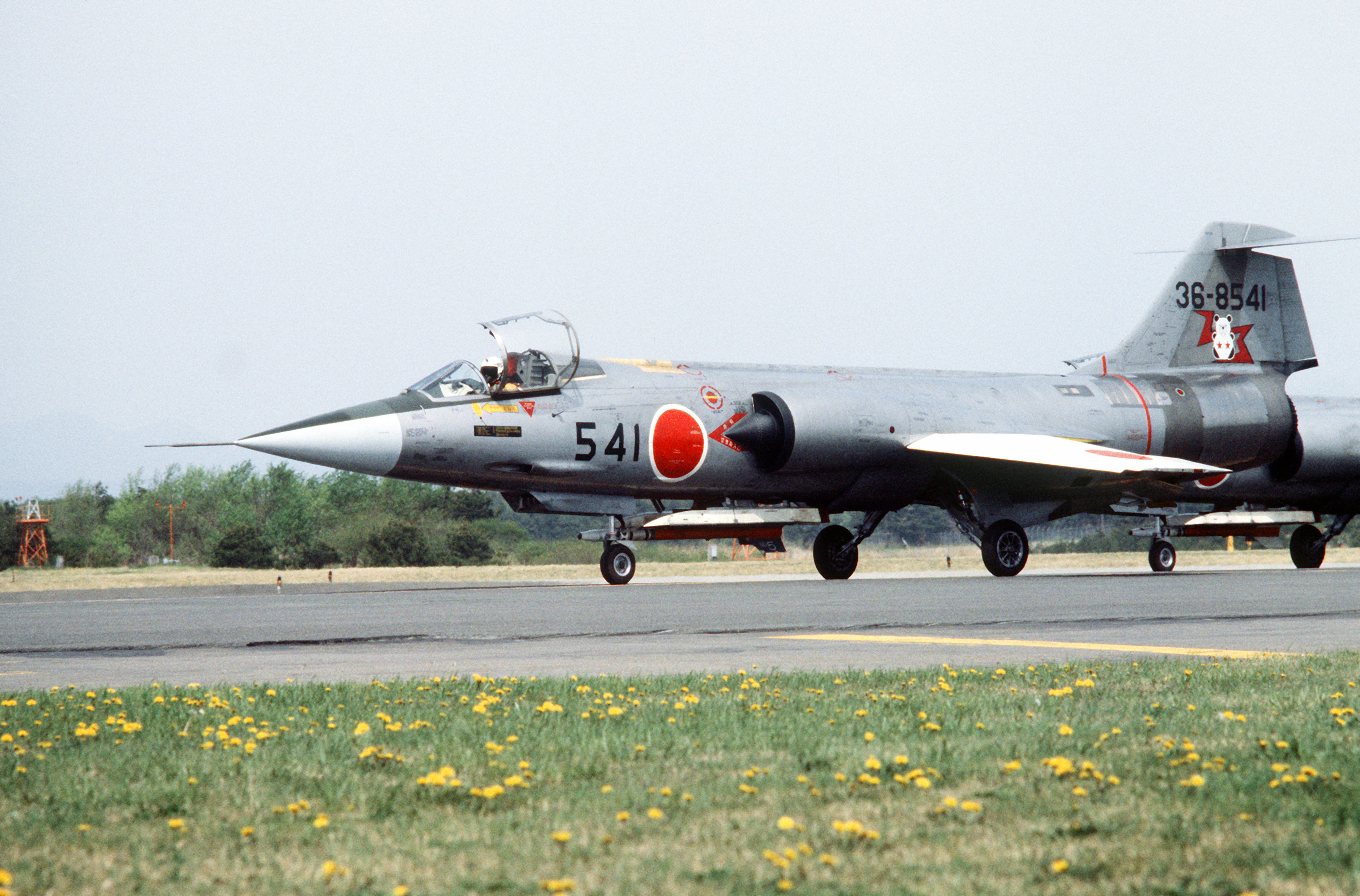
F-104J der JASDF 1982

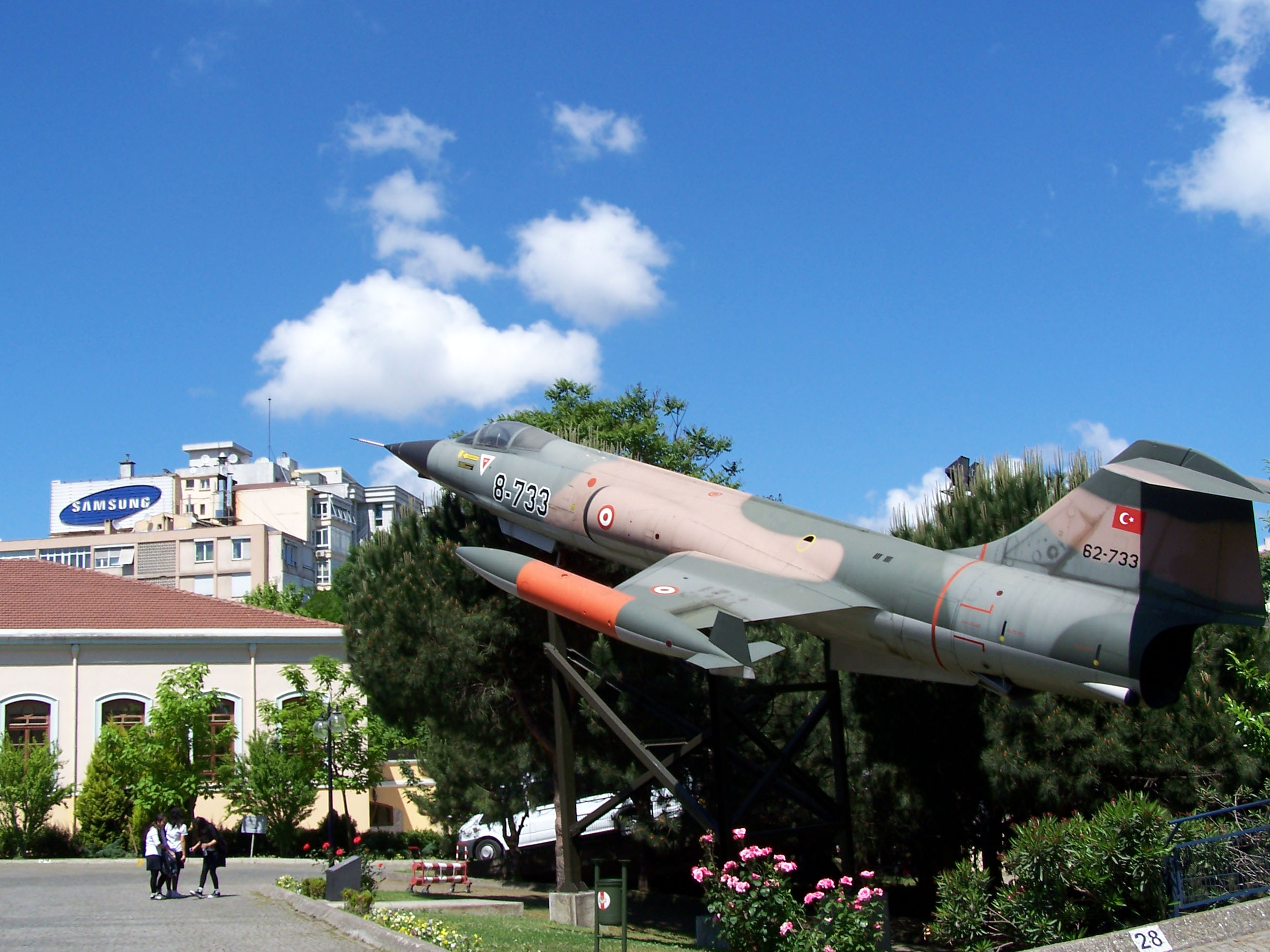
F-104 der türkischen Luftwaffe

Vereinigte Staaten (USAF): 295 Exemplare bestellt, 277 geliefert (153 „A“, 26 „B“, 77 „C“, 21 „D“), ein Auftrag über 18 RF-104A wurde storniert.
 Belgien (Belgische Luftmacht): 101 F-104G, 12 TF-104G, gebaut von SABCA. Im Dienst von 1963 bis 1983; in dieser Zeit gingen 38 Maschinen durch Unfälle verloren. Ausgemusterte Exemplare wurden unter anderem nach Taiwan und in die Türkei verkauft.
 Kanada (Canadian Air Force): 200 CF-104 und 28 zweisitzige CF-104D, gebaut von Canadair und mit einer Radarwarnanlage ausgerüstet. Im Dienst von 1963 bis 1986, einzelne Exemplare wurden auch nach Dänemark, Norwegen und in die Türkei verkauft.
 Taiwan (Republic of China Air Force): Insgesamt 281 Starfighter der Modelle F-104A, B, D, G, J, DJ, RF-104G und TF-104G. Im Dienst bis 1997.
 Dänemark (Dänische Luftstreitkräfte): Zunächst wurden 25 CF-104 aus Kanada und vier TF-104G gekauft, später folgten weitere Maschinen. Die insgesamt 51 Flugzeuge standen bis 1986 im Dienst und wurden dann teilweise nach Taiwan verkauft.
 Deutschland: F-104G (siehe oben)
 Griechenland (Polemikí Aeroporía): 45 Neubauten F-104G und sechs TF-104G, die von 1964 bis März 1993 im Dienst standen.
 Italien (Aeronautica Militare): Die italienische Luftwaffe erhielt ab 1963 105 F-104G und 20 RF-104G, die in Italien in Lizenz gebaut und bis 1993 ausgemustert wurden. Hinzu kamen ab 1965 insgesamt 30 TF-104G, davon 12 aus US-Produktion, 12 aus italienischer Lizenzproduktion und 6 gebrauchte von der deutschen Luftwaffe. Ab 1969 wurden 205 verbesserte, von Aeritalia weiterentwickelte und produzierte F-104S geliefert, die nach zwei Kampfwertsteigerungen teils bis 2004 in Dienst blieben, bei einer Erprobungsstelle noch bis 2005. In der über vierzigjährigen Dienstzeit gingen von insgesamt 360 Maschinen 137 durch Abstürze und Unfälle verloren, was 38 % des Gesamtbestandes entspricht.
 Japan (Luftselbstverteidigungsstreitkräfte): 178 Lizenzbauten F-104J und 20 Trainer F-104DJ von 1962 bis 1986; 36 Abstürze in dieser Zeit.
 Jordanien (Jordanische Luftstreitkräfte): Im Rahmen des Militärhilfeprogramms 29 F-104A und vier F-104B aus US-Beständen; die Flugzeuge wurden von US-Amerikanern während des Sechstagekriegs 1967 in die Türkei verlegt.
 Niederlande (Koninklijke Luchtmacht): 138 Lizenzbauten F-104G
 Norwegen (Luftforsvaret): 18 CF-104 und vier CF-104D aus kanadischer Produktion, später auch 19 F-104G und vier TF-104G. Im Dienst bis 1982.
 Pakistan (Pak Faza'ya): F-104A und F-104B aus US-Beständen, Kampfeinsätze im Kaschmirkrieg 1965.
 Puerto Rico (Air National Guard): F-104C
 Spanien (Ejército del Aire): 18 F-104G und drei TF-104G aus kanadischer Produktion, 1972 an Griechenland und die Türkei verkauft. Bemerkenswert ist, dass in 17.000 Flugstunden kein einziges Flugzeug durch Unfall verloren ging, da, anders als in den meisten NATO-Staaten, der Starfighter in seiner ursprünglichen Rolle als Schönwetter-Abfangjäger eingesetzt wurde.
 Türkei (Türk Hava Kuvvetleri): Neben 48 F-104G aus Produktion von Lockheed und Canadair wurden 40 F-104S in Italien bestellt. Zusätzlich erwarb die Türkei später zahlreiche CF‑104, CF‑104D, F‑104G und TF‑104G aus anderen NATO-Staaten und hatte insgesamt über 400 Flugzeuge im Dienst, die jedoch häufig recht bald außer Dienst gestellt wurden und als Ersatzteilspender dienten. Die letzten Einheiten wurden 1995 außer Dienst gestellt.

### Zivile Betreiber
Vereinigte Staaten
- NASA, diverse Versionen. Nachdem die USAF den Starfighter ausgemustert hatte, wurden auch regelmäßig deutsche Maschinen geliehen.
- The Starfighters, ziviles Jet-Demo-Team, drei Maschinen

### Stationierungsorte in Deutschland und den USA
Canadian Forces Air Command
RCAF/CFB Lahr, April 1967 bis Juli 1970, CF-104/CF-104D (1st Wing: 430., 439. und 441. Squadron)
RCAF/CFB Söllingen, Juli 1963 bis März 1986, CF-104/CF-104D (4. Wing: 421., 422., 427., 430., 439., 441. und 444. Squadron)
RCAF/CFB Zweibrücken, Oktober 1962 bis Mai 1969, CF-104/CF-104D (3. Wing: 427. und 434. Squadron)
Luftwaffe
Fliegerhorst Bremgarten, März 1969 bis April 1971, RF/TF-104/G (Aufklärungsgeschwader 51 „I“)
Fliegerhorst Büchel, August 1962 bis Mai 1985, F/TF-104G (Jagdbombergeschwader 33)
Fliegerhorst Erding, Mai 1984 bis September 1988, F/TF-104G (Luftwaffenschleuse 11 – Luftwaffenversorgungsregiment 1)
Fliegerhorst Hopsten, Februar 1965 bis Januar 1975, F/TF-104G (Jagdbombergeschwader 36)
Fliegerhorst Jever, Februar 1964 bis September 1983, F-104F, F/TF-104G (Waffenschule der Luftwaffe 10)
Fliegerhorst Lechfeld, Dezember 1964 bis April 1984, F/TF-104G (Jagdbombergeschwader 32)
Fliegerhorst Leck, November 1964 bis September 1971, RF/TF-104G (Aufklärungsgeschwader 52)
Fliegerhorst Manching, Februar 1962 bis Mai 1991, F-104F, F/TF-104/G (Wehrtechnische Dienststelle 61)
Fliegerhorst Memmingen, Juli 1964 bis Oktober 1987, F/TF-104G (Jagdbombergeschwader 34)
Fliegerhorst Nörvenich, Mai 1960 bis April 1983 F-104F, F/TF-104G (Waffenschule der Luftwaffe 10, Jagdbombergeschwader 31 „B“)
Fliegerhorst Neuburg, Mai 1964 bis Juli 1974, F/TF-104G (Jagdgeschwader 74 „M“)
Fliegerhorst Wittmundhafen, April 1963 bis September 1974, F/TF-104G (Jagdgeschwader 71 „R“)
Bundesmarine
Fliegerhorst Eggebek, März 1965 bis September 1986, F/RF/TF-104G (Marinefliegergeschwader 2)
Fliegerhorst Schleswig-Jagel, September 1963 bis Oktober 1981, F/TF-104G (Marinefliegergeschwader 1)

### Ausbildung deutscher Starfighter-Piloten
Im Zuge der Einführung des Starfighters in die Bundeswehr waren alle Piloten der betroffenen Geschwader auf das neue Flugzeug umzuschulen. Dafür wurde im Januar 1960 in Nörvenich eine vierte Staffel der Waffenschule der Luftwaffe 10 neu aufgestellt. Insgesamt sechs erfahrene Piloten, die als Nukleus des Starfighter-Fluglehrpersonals vorgesehen waren, wurden Anfang 1961 beim Hersteller Lockheed in Palmdale in den USA auf dem Starfighter ausgebildet.
Aus Gründen wie Wetter, unzureichendem technischen Klarstand der Flugzeuge und Mangel an qualifiziertem Personal wurde die erforderliche Anzahl an Umschulungen in Nörvenich nicht erreicht. In dieser Lage boten die USA freie Ausbildungskapazitäten zur Unterstützung bei der Lösung der akuten Probleme an. Von 1962 bis 1963 wurden daher deutsche Piloten bei der 479th Tactical Training Wing der US Air Force auf der George Air Force Base in Kalifornien auf dem Muster F-104D ausgebildet.
Ohnehin plante Deutschland eine Verlegung des Gros der fliegerischen Ausbildung in die USA, da Wetter, der enge Luftraum, ein Mangel an geeigneten Schießplätzen sowie die Lärmbelastung der Bevölkerung eine Ausbildung im erforderlichen Umfang in Deutschland verhinderten. Ein entsprechender Vertrag mit den USA wurde am 4. April 1963 unterzeichnet.
Die Starfighter-Ausbildung deutscher Piloten direkt aus dem Undergraduate Pilot Training (UPT) begann ab Oktober 1964 auf der Luke Air Force Base (Luke AFB) in Arizona. Deutschland stellte dafür die Flugzeuge. Aus statusrechtlichen Gründen wurden diese von der US Air Force betrieben, erhielten eine amerikanische Zulassung und US-Hoheitsabzeichen. Darüber hinaus übernahm Deutschland alle der USAF entstehenden Kosten. Für die Wartung und Instandhaltung der Flugzeuge wurde ein separater Vertrag mit Lockheed geschlossen.
Die 4510th Combat Crew Training Wing in Luke AFB wurde beauftragt, die deutschen Piloten auszubilden. Deutschland stellte dazu auch einige Fluglehrer ab, die in die USAF Struktur integriert waren. Die Verantwortung für die Ausbildung lag jedoch ausschließlich in der Hand der US Air Force, ohne direkten deutschen Einfluss z. B. auf den Lehrplan.
Für die administrative Betreuung und militärische Unterstellung des deutschen Personals in Luke AFB stellte die Luftwaffe die Ausbildungsgruppe F-104 auf, aus der später die 2. Deutsche Luftwaffenausbildungsstaffel USA (2. DtLwAusbStff USA) hervorging. Diese Einheit war nicht in die amerikanische Hierarchie eingegliedert, sondern unterstand dem Deutschen Luftwaffenausbildungskommando USA in El Paso.
Die F-104-Ausbildung endete mit der Außerdienststellung der 69. TFTS im März 1983.

## Trivia

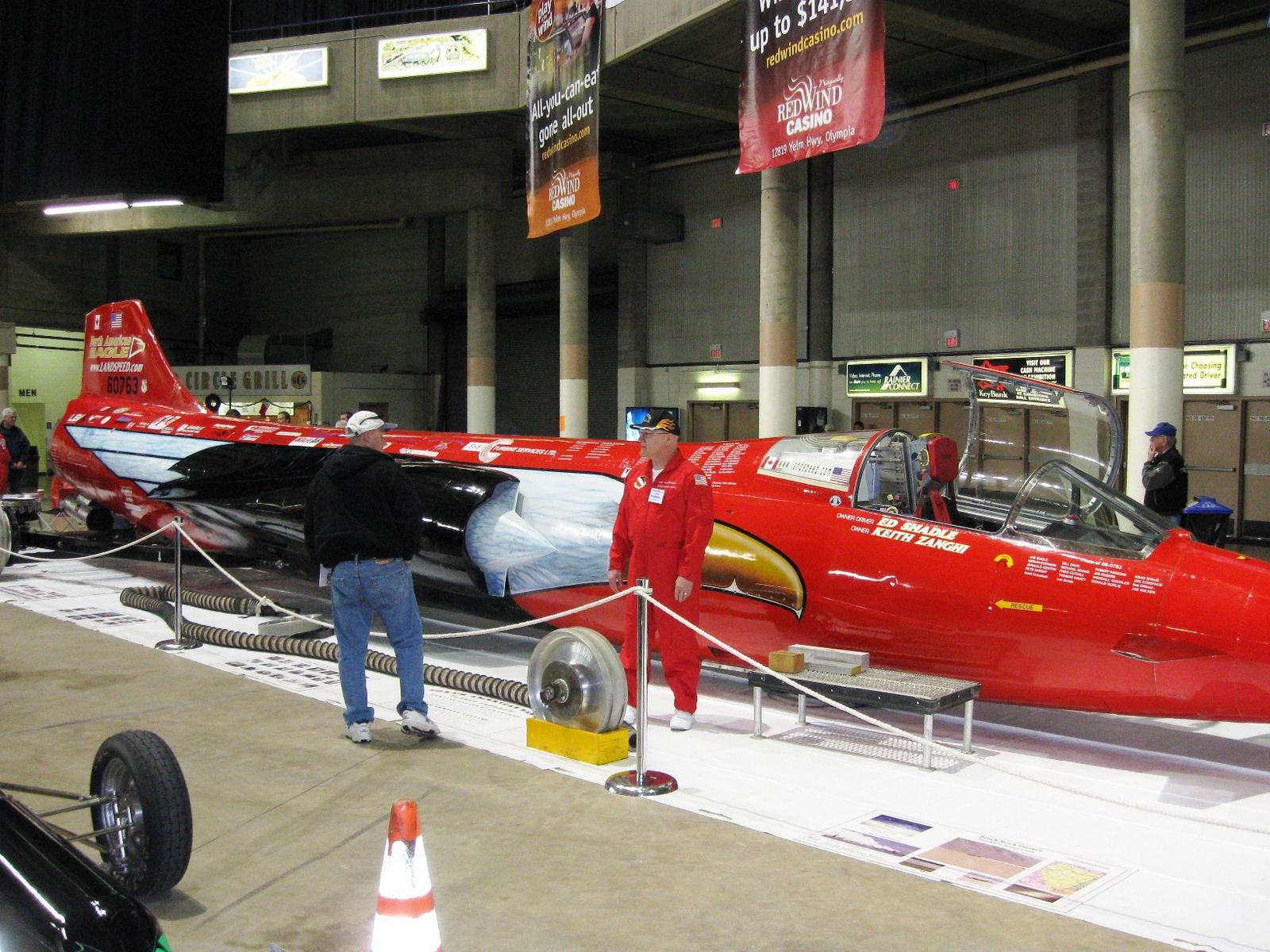
North American Eagle

Teile einer F-104 bildeten – umgebaut zu einem Fahrzeug mit vier Rädern – die Basis für das North American Eagle Project, mit dem der Landgeschwindigkeitsrekord der ThrustSSC aus dem Jahr 1997 gebrochen werden sollte. Am 27. August 2019 verunfallte die Fahrerin Jessi Combs mit der North American Eagle in der Alvord Desert im US-Bundesstaat Oregon schwer und verstarb noch an der Unfallstelle.
Auf Anregung von Verteidigungsminister Franz Josef Strauß komponierte Gerhard Winkler 1961 den Starfighter-Marsch.
Die Elektro-Musikgruppe Welle: Erdball veröffentlichte 2002 das Lied Starfighter F-104G auf ihrem Album Die Wunderwelt der Technik, zu dem auch ein Videoclip existiert.